# Lista de capítulos de Hajime no Ippo
O mangá Hajime no Ippo é escrito e ilustrado por George Morikawa, e é publicado pela editora Kodansha na revista Weekly Shōnen Magazine. O primeiro capítulo de Hajime no Ippo foi publicado em setembro de 1989, já tendo ultrapassado mais de 1300 capítulos lançados atualmente. Nesta página, os capítulos estão listados por volume, com seus respectivos títulos originais (títulos originais na coluna secundária, os volumes de Hajime no Ippo não são titulados). Alguns capítulos saíram apenas na Shōnen Magazine, não tendo sido lançados na forma de volumes, porém, eles também estarão listados aqui.

## Volumes 1~20
| - 1. O Primeiro Passo - 2. Operação Tartaruga - 3. Pose de Luta - 4. Lágrimas de Felicidade - 5. Uppercut de 1965 - 6. Shadowboxing - 7. Técnico | - 1. The First Step - 2. カメ作戦 (Kame Sakusen) - 3. ファイティング・ポーズ (Faitingu Pōzu) - 4. うれし涙 (Ureshi Namida) - 5. 1965年のアッパーカット (1965-nen no Appākatto) - 6. シャドーボクシング (Shadōbokushingu) - 7. テクニシャン (Tekunishan) |

| - 8. Treinamento - 9. Gongo da Revanche - 10. Coragem do Coração - 11. Chance!! - 12. Uma Arma Inesperada - 13. Poder Destrutivo de 1cm - 14. Cardápio do Takamura - 15. Encontro a Três | - 8. 会長のしごき (Kaichō no Shigoki) - 9. 再戦のゴング (Saisen no Gongu) - 10. 勇気ある前進 (Yūki Aru Zenshin) - 11. チャンス!! (Chansu!!) - 12. やり残したこと (Yarinokoshita Koto) - 13. 1cmの破壊力 (1cm no Hakairyoku) - 14. 鷹村のメニュー (Takamura no Menyū) - 15. 3人のフェザー級 (Sanjin no Fezā-kyū) |

| - 16. Licença de Classe C - 17. Mau Caráter - 18. Calções Artesanais - 19. Estreia - 20. Deus!! - 21. Parada Médica!? - 22. De Repente, Southpaw - 23. O Gosto da Primeira Vitória - 24. Peek-a-boo | - 16. C級ライセンス (C-Kyō Raisensu) - 17. 根性なし (Konjō Nashi) - 18. 手作りのトランクス (Tedzukuri no Torankusu) - 19. デビュー (Debyū) - 20. 神様!! (Kami-sama!!) - 21. ドクターストップ!? (Dokutā Sutoppu!?) - 22. 突然、サウスポー (Totsuzen, Sausupō) - 23. 初勝利の味 (Hatsu Shōri no Aji) - 24. Peekaboo |

| - 25. Objetivo - 26. Amigo - 27. Nome de Luta - 28. Pugilista Negro - 29. Gancho Assassino - 30. Abertura do Torneio do Rei dos Novatos - 31. Iniciativa para a Vitória - 32. Pare Ozuma!! - 33. Está Doendo ou Não? | - 25. 故意 (Koi) - 26. ダチ (Dachi) - 27. リングネーム (Ringu Nēmu) - 28. 黒人ボクサー (Kokujin Bokusā) - 29. 殺人フック (Satsujin Fukku) - 30. 新人王戦開幕 (Shinjin'ōsen Kaimaku) - 31. 先手必勝 (Sente Hisshō) - 32. オズマを止めろ!! (Ozuma o Uamero!!) - 33. きいてるorきいてない? (Kīteru or Kītenai?) |

| - 34. Contagem de 9 - 35. Aplausos para o Derrotado - 36. Shampoo - 37. Agitação - 38. Primeiro Prodígio - 39. Ippo na Praia - 40. Treinamento - 41. O Segredo na Sola do Pé - 42. Pedido para as Estrelas | - 34. カウント9 (Kaunto 9) - 35. 敗者へのアプローズ (Haisha e no Apurōzu) - 36. シャンプー (Shanpū) - 37. ハッスル (Hassuru) - 38. 第一シード (Dai'ichi Shīdo) - 39. IPPO ON THE BEACH - 40. 合宿 (Gasshuku) - 41. 足の裏の秘密 (Ashi no Ura no Himitsu) - 42. 星に願いを (Hoshi ni Negai o) |

| - 43. Memorando (Secreto) da Vitória - 44. Campeão Fraco - 45. Clinch - 46. Círculo Vazio - 47. A Tática Aberta - 48. Situação Facilmente Perigosa - 49. O Sonho Definido - 50. Luta pelo Título do Peso Médio do Japão - 51. O Retorno do Desafiante | - 43. ㊙秘攻略メモ (Maruhi Kōryaku Memo) - 44. 非力なチャンピオン (Hirikina Chanpion) - 45. クリンチ (Kurinchi) - 46. カラ回り (Kara Mawari) - 47. 明かされた作戦 (Akasareta Sakusen) - 48. 甘く危険な誘惑 (Amaku Kiken'na Yūwaku) - 49. 見果てぬ夢 (Mi Hatenu Yume) - 50. 日本ミドル級タイトルマッチ (Nihon Midoru-kyū Taitoru Matchi) - 51. 挑戦者の逆襲 (Chōsen-sha no Gyakushū) |

| - 52. Conferência Sobre o Futuro - 53. Assassinato dos Infighters - 54. A Força do Shotgun - 55. Popular - 56. A Face do Gênio - 57. Manbaken - 58. Semifinal do Torneio Rei dos Novatos do Leste Japonês - 59. Inesperado - 60. O Wind Car | - 52. 進路相談 (Shinro Sōdan) - 53. インファイター殺し (Infaitā-goroshi) - 54. ショットガンの脅威 (Shottogan no Kyōi) - 55. 人気者 (Ninkimono) - 56. 天才の素顔 (Tensai no Sugao) - 57. 万馬券 (Manbaken) - 58. 東日本新人王準決勝 (Higashinihon Shinjin-ō Junkesshō) - 59. 予定外 (Yotei-gai) - 60. 風車の理論 (Fūsha no Riron) |

| - 61. Em Frente como um Javali - 62. A Luta nas Cordas - 63. Resultado Inesperado!? - 64. A Derrota do Prodígio - 65. O Primeiro Descanso em Tempos - 66. A Outra Semi-final - 67. Hitman - 68. Ele Está Esperando - 69. Sapatos de Boxe | - 61. 猪のように前へ!! (Inoshishi no Yō ni Mae e!!) - 62. ロープ際の攻防 (Rōpu Sai no Kōbō) - 63. 番狂わせか!? (Bankuruwase ka!?) - 64. 天才の敗因 (Tensai no Haiin) - 65. 久しぶりの休養日 (Hisashiburi no Kyūyō-bi) - 66. もうひとつの準決勝 (Mō Hitotsu no Junkesshō) - 67. ヒットマン (Hittoman) - 68. あいつが待ってる (Aitsu ga Matteru) - 69. リングシューズ (Ringu Shūzu) |

| - 70. Pássaro Sem Asas - 71. Lutando em Uma Perna - 72. Mensagem - 73. Objetivo Perdido - 74. Protagonista do Sofrimento - 75. O Irmãos do Mashiba - 76. Distância de 20cm - 77. Punho Revitalizado - 78. Final do Torneio Rei dos Novatos do Leste Japonês | - 70. 翼をもがれた鳥 (Tsubasa o Moga reta Tori) - 71. 片足だけのファイト (Kataashi Dake no Faito) - 72. 伝言 (Dengon) - 73. 失われた目標 (Ushinawareta Mokuhyō) - 74. 悲劇の主人公 (Higeki no Shujinkō) - 75. 間柴兄妹 (Mashiba Kyōdai) - 76. 20cmの距離 (20cm no Kyori) - 77. 拳解禁 (Ken Kaikin) - 78. 東日本新人王決勝 (Higashinihon Shinjin-ō Kesshō) |

| - 79. Hitman VS Peek-a-boo - 80. Muito Forte - 81. Murmúrio Estranho - 82. Punho Quebrado - 83. Braço Esquerdo Caído - 84. Mashiba Se Levanta como um Rei - 85. Energia Negra - 86. O Retorno do Hitman - 87. Ippo em Glória | - 79. ヒットマンVSピーカーブー (Hittoman VS Pīkābū) - 80. こんなに強いのに (Kon'nani Tsuyoinoni) - 81. 不気味な呟き (Bukimina Tsubuyaki) - 82. 拳が砕けようとも (Ken ga Kudakeyoutomo) - 83. 落ちた左腕 (Ochita Hidariude) - 84. 間柴仁王立ち (Mashiba Niōdachi) - 85. 脅威のねばり (Kyōi no Nebari) - 86. 甦るヒットマン (Yomigaeru Hittoman) - 87. 栄光の一歩 (Eikō no Ippo) |

| - 88. Amante do Ippo - 89. Eu Adoro Grudar em Alguém!! - 90. Sparring Inútil - 91. Recordação de Tokyo - 92. Super Doutor Y - 93. Treino Delicioso - 94. Estrela de Osaka - 95. Um Inimigo Inesperado - 96. Aumentando a Ansiedade.... | - 88. 一歩の恋人 (Ippo no Koibito) - 89. どつき合いが好き!! (Do Tsukiai ga Suki!!) - 90. 無謀なスパーリング (Mubōna Supāringu) - 91. 東京スーベニール (Tōkyō Sūbenīru) - 92. スーパードクターY (Sūpā Dokutā Y) - 93. おいしい練習 (Oishī Renshū) - 94. 大阪の星 (Ōsaka no Hoshi) - 95. 予期せぬ敵 (Yoki Senu Teki) - 96. 不安をひきずって・・・・ (Fuan o Hikizutte....) |

| - 97. Injeção - 98. Grande Sentimento de Temor - 99. Sendou Pressiona - 100. O Punho Direito Recuperada - 101. O Smash Modificado - 102. Foram Essas Palavras que Ele Falou - 103. Aquilo que se Parece - 104. Sendou no Chão - 105. Surra Completa | - 97. 注射 (Chūsha) - 98. 圧倒的存在感 (Attōteki Sonzai-kan) - 99. 押しまくる千堂 (Oshimakuru Sendō) - 100. 目覚めた右拳 (Mezameta Migi Ken) - 101. 改良型スマッシュ (Kairyō-gata Sumasshu) - 102. あの時の言葉 (Ano Toki no Kotoba) - 103. 似て非なるもの (Nitehinaru Mono) - 104. 千堂、大の字 (Sendō, Dainoji) - 105. メッタ打ち (Metta-uchi) |

| - 106. Auxiliares, Fora - 107. A Dicisão do Rei dos Novatos do Japão - 108. A Estranha Celebração - 109. Formatura - 110. Seguidores!? - 111. Encontro Acidental com o Campeão - 112. As 9 Pessoas Entre - 113. Quando o Punho se Cura - 114. Empreste os Ombros | - 106. セコンドアウト (Sekondo Auto) - 107. 全日本新人王戦決着 (Zen'nihon Shinjin'ōsen Ketchaku) - 108. 波乱の祝勝会 (Haran no Shukushō-kai) - 109. 卒業 (Sotsugyō) - 110. 後輩ができた!? (Kōhai ga Dekita!?) - 111. チャンプとの遭遇 (Chanpu to no Sōgū) - 112. 間に9人 (Ma ni 9-ri) - 113. 拳が直ったら (Ken ga Naottara) - 114. 胸を借りる (Mune o Kariru) |

| - 115. Recupere Seu Estilo de Luta - 116. O Soco Mágico - 117. O Segredo Atrás da Mágica - 118. O Mais Forte Covarde - 119. Inveja - 120. A Luta Entre Antigo e o Novo Rei dos Novatos - 121. Corkscrew - 122. O Estilo Admirado - 123. Admiração do Okita | - 115. 試合のカンを取り戻せ (Shiai no Kan o Torimodose) - 116. 魔法のパンチ (Mahō no Panchi) - 117. 魔法の正体 (Mahō no Shōtai) - 118. 最強のイジメられっ子 (Saikyō no Ijime Rare-kko) - 119. ジェラシー (Jerashī) - 120. 新旧新人王対決 (Shinkyū Shinjin-ō Taiketsu) - 121. コークスクリュー (Kōkusukuryū) - 122. 憧れのスタイル (Akogareno Sutairu) - 123. 沖田の執着心 (Okita no Shūchakushin) |

| - 124. Aqueles que Ultrapassam os Outros - 125. O Retorno de Miyata - 126. Uma Contagem para Superá-los - 127. O Homem que Nunca Sorri - 128. Chances de 1 em 30 - 129. Jolt - 130. Tempestade - 131. Um Único Sorriso - 132. Entrevista de um Ídolo | - 124. 追い抜こうとする者 (Oinukou to Suru Mono) - 125. 宮田の再起 (Miyata no Saiki) - 126. カウンターを超えるもの (Kauntā o Koeru Mono) - 127. 笑わない男 (Warawanai Otoko) - 128. 30対1の賭け率 (30 Tai 1 no Kake-ritsu) - 129. JOLT - 130. スコール (Sukōru) - 131. たった一度のSmile (Tatta Ichido no Smile) - 132. アイドル訪問 (Aidoru Hōmon) |

| - 133. Dê o Seu Melhor! Gero-Michi - 134. O Torneio de Boxe Classe A - 135. Eu Sinto Muito - 136. Abandonar ou Não!? - 137. Soco de Boas Vindas - 138. Operação BMG - 139. O Anúncio da Luta - 140. O Punho Mais Forte VS o Homem Mais Rápido - 141. O Homem da Aceleração | - 133. がんばれ!ゲロ道 (Ganbare! Gero-Michi) - 134. Α級ボクサートーナメント (A-kyū Bokusā Tōnamento) - 135. ごめんなさい (Gomen'nasai) - 136. やめる、やめない!? (Yameru, Yamenai!?) - 137. ウエルカム・パンチ (Uerukamu Panchi) - 138. BGM作戦 (BGM Sakusen) - 139. 戦う広告塔 (Tatakau Kōkokutō) - 140. 最強の拳VS最速の男 (Saikyō no Ken VS Saisoku no Otoko) - 141. 加速する男 (Kasoku suru Otoko) |

| - 142. Sumindo com as Mãos e Pés - 143. Para Todos que Estavam Preocupados - 144. Zona de Segurança - 145. Um Dano Chamado Medo - 146. A Declaração para Continuar de Pé - 147. White Fang - 148. Minha Canção Favorita - 149. O Tesouro de Gero-Michi - 150. O Golpe das Lágrimas no Fígado | - 142. 見えない手足 (Mienai Teashi) - 143. 心配かけたみんなに (Shinpai Kaketa Min'na ni) - 144. 安全地帯 (Sēfutei Zōn) - 145. 恐怖というダメージ (Kyōfu to iu Damēji) - 146. 倒れなかった広告塔 (Taorenakatta Kōkokutō) - 147. 白い牙 (Howaito Fuangu) - 148. MY FAVORITE SONG - 149. ゲロ道の宝物 (Gero-Michi no Takaramono) - 150. 涙のリバーブロー (Namida no Ribāburō) |

| - 151. Grito de Guerra - 152. A Luz e a Sombra no Ringue - 153. As Dúvidas da Raiva - 154. Eu Quero Ser uma Gazela! - 155. Gazelle Punch - 156. A Depressão de um Artista - 157. Sopa Quente - 158. Véspera das Finais do Torneio Classe A - 159. A Fera Enjaulada | - 151. 体当たりのエール (Karada Atari no Ēru) - 152. リングの上の光と影 (Ringu no Ue no Hika to Kage) - 153. 怒りの名伯楽 (Ikarino-mei Hakuraku) - 154. カモシカになりたい! (Kamoshika ni Naritai!) - 155. ガゼル パンチ (Gazeru Panchi) - 156. 芸術家の憂うつ (Geijutsuka no Yūutsu) - 157. 温かいスーブ (Atatakai Sūbu) - 158. Α級トーナメント決勝前夜 (A-kyū Tōnamento Kesshō Zen'ya) - 159. 獣のオリ (Kemono no Ori) |

| - 160. Você Não Pode Fugir - 161. Lobo Muito Gentil - 162. Começa a Caçada - 163. Acreditar - 164. A Gazela Desesperada - 165. Aquilo que se Tinha Antes - 166. Superando o Talento Natural.... - 167. Grito de Uma Memória Distante - 168. Exercício sem Oxigênio Externo - 169. O Vencedor em uma Balada | - 160. 逃げられないぞ (Nige Rarenai Zo) - 161. 優しすぎる狼 (Yasashi Sugiru Ōkami) - 162. 狩りが始まる (Kari ga Hajimaru) - 163. BELIEVE - 164. 瀕死のカモシカ (Hinshi no Kamoshika) - 165. この先にあるもの (Kono Sakini Aru Mono) - 166. まばゆい才能ゆえの・・・・ (Mabayui Sainō-yue no....) - 167. 遠い記憶の中の咆哮 (Tōi Kioku no Naka no Hōkō) - 168. 永遠の無酸素運動 (Eien no Musansoundō) - 169. タンカにのった勝者 (Tanka ni Notta Shōsha) |

| - 170. Maçã - 171. Entre Encontros e Ser um Bom Filho - 172. Irmão Assustador - 173. Carnaval - 174. A Lembrança Latejante - 175. O Pesadelo no México - 176. Para Eu Ser Eu Mesmo - 177. O Poder de um Rei - 178. O Soco de um Campeão | - 170. りんご (Ringo) - 171. 合コンと親孝行の間で (Gōkon to Oyakōkō no Made) - 172. 怖いお兄さん (Kowai Onīsan) - 173. カーニバル (Kānibaru) - 174. 疼きだした刻印 (Uzuki Dashita Kokuin) - 175. メキシコの悪夢 (Mekishiko no Akumu) - 176. 俺が俺であるために (Ore ga Oredearu Tame ni) - 177. 王様の力 (Ōsama no Chikara) - 178. チャンピオンの拳 (Chanpion no Ken) |

## Volumes 21~40
| - 179. Sentimentos Concentrados - 180. Rugas na Testa - 181. Plano Secreto de Luta - 182. Véspera da Luta pelo Título do Japão - 183. Cobertura da Batalha Decisiva - 184. Conversa de Punhos - 185. Explosão do Ponto Cego - 186. Emboscada - 187. Resposta Vazia | - 179. 背負っている重さ (Shotte Iru Omo-sa) - 180. 眉間のシワ (Miken no Shiwa) - 181. 極秘の戦闘計画 (Gokuhi no Sentōkeikaku) - 182. 日本タイトルマッチ前夜 (Nihon Taitorumatchi Zen'ya) - 183. 決戦の火蓋 (Kessen no Hibuta) - 184. 拳の会話 (Ken no Kaiwa) - 185. 至近距離の爆弾 (Shikin Kyori no Bakudan) - 186. 迎撃 (Geigeki) - 187. 空虚な手応え (Kūkyona Tegotae) |

| - 188. Defesa Leve - 189. As Palavras de Foreman - 190. Deus Furioso - 191. Alma Selvagem - 192. Aquilo que se Procura no Ringue - 193. O Golpe Final Proibido - 194. 5 Rounds, 2 Minutos e 32 Segundos - 195. O Retorno do Rival - 196. Descanso | - 188. 柔構造の防御 (Yawara Kōzō no Difensu) - 189. フォアマンの言葉 (Foaman no Kotoba) - 190. 鬼神 (Kishin) - 191. 荒ぶる魂 (Araburu Tamashī) - 192. リング上の探し物 (Ringu-jō no Sagashi Mono) - 193. 禁断のフィニッシュブロー (Kindan no Finisshu Burō) - 194. 5R2分32秒 (5-raundo 2-fun 32-byō) - 195. 帰ってきた好敵手 (Kaettekita Raibaru) - 196. 休息 (Kyūsoku) |

| - 197. A Vista Lá de Cima - 198. Playback - 199. Embaixo da Árvore de Memórias - 200. O Tigre e o Lobo - 201. Determinação - 202. A Última Carta - 203. Duas Feras - 204. Vencedores e Perdedores - 205. Sayonara | - 197. 展望台からの風景 (Tenbō-dai Kara no Fūkei) - 198. 再生 (Pureibakku) - 199. 思い出の樹の下で (Omoide no Ki no Shitade) - 200. 虎と狼 (Tora to Ōkami) - 201. Determination - 202. 切り札 (Rasuto Kādo) - 203. 二匹の獣 (Ni-biki no Kemono) - 204. 勝者と敗者 (Shōsha to Haisha) - 205. サヨウナラ (Sayōnara) |

| - 206. Retorno do Além-mar - 207. Na Altura dos Seus Olhos - 208. Pesadelo - 209. Um Inimigo Inesperado - 210. Encontro na Sala de Espera - 211. Hora da Ressurreição - 212. Controle o Ritmo! - 213. Golpe Clássico - 214. Performance no Microfone | - 206. 凱旋 (Gaisen) - 207. 目の高さ (Me no Taka-sa) - 208. 悪夢 (Akumu) - 209. 思いがけない敵 (Omoi ga Kenai Teki) - 210. 計量室での出会い (Keiryō-shitsu de no Deai) - 211. 復活の時 (Fukkatsu no Toki) - 212. 主導権を握れ! (Shudō-ken o Nigire!) - 213. 古代のブロー (Kodai no Burō) - 214. マイク・パフォーマンス (Maiku Pafōmansu) |

| - 215. Visita a Casa do Takamura - 216. Anos 80 - Época da Paixão - 217. A Primeira Desgraça - 218. Contra-ataque a Dois - 219. Punhos de um Boxeador - 220. Tenho Certeza Que Acertou - 221. Não Podemos Voltar Atrás - 222. Uma História de 5 Anos - 223. A Luta Não Acabou | - 215. 鷹村の家庭訪問 (Takamura no Katei Hōmon) - 216. 80年代―アツイ季節 (Eiraīsu - Atsui Kisetsu) - 217. 初めての屈辱 (Hajimete no Kutsujoku) - 218. 2人だけの逆襲 (2-ri Dake no Gyakushū) - 219. ボクサーの拳 (Bokusā no Ken) - 220. 確かなる手応え (Tashikanaru Tegotae) - 221. もう戻りはしない (Mō Modori wa Shinai) - 222. 5年前の話 (5-nen Mae no Hanashi) - 223. 終わってない試合 (Owattenai Faito) |

| - 224. Grande Determinação - 225. O Velho e o Urso - 226. O Conselho de Nekota-san - 227. Ringue no Campo - 228. Boxe Masu - 229. O Conselho de Nekota-san 2 - 230. A Grande Fera Japonesa - 231. Nos Vemos de Novo, Nekota-San - 232. O Homem da 4ª Colocação | - 224. 再挑戦決定 (Sai Chōsen Kettei) - 225. 老人と熊 (Rōjin to Kuma) - 226. 猫田さんの助言 (Nekoda-san no Adobaisu) - 227. 焼け野原のリング (Yakenohara no Ringu) - 228. マス・ボクシング (Masu Bokushingu) - 229. 猫田さんの助言2 (Nekoda-san no Adobaisu 2) - 230. 国内最強の獣 (Kokunai Saikyō no Kemono) - 231. See You Αgain 猫田さん (See You Αgain Nekoda-san) - 232. ランキング4位の男 (Rankingu 4-i no Otoko) |

| - 233. Ambição de Escritor - 234. Cão e Gato Retornam - 235. Sala de Agitação - 236. Aquele que Domina a Esquerda.... - 237. Papel - 238. Serviços de Entrega Neko - 239. Dois Lutadores - 240. O Segredo do Southpaw - 241. Estádio em Desespero | - 233. ライター志望 (Raitā Shibō) - 234. Cat & Dog Come Again - 235. 揺れる後楽園 (Yureru Hōru) - 236. 左を制する者は・・・・ (Hidari o Seisuru Mono wa....) - 237. 色紙 (Shikishi) - 238. 猫の宅配便 (Neko no Takuhaibin) - 239. 2人のファイター (Futari no Faitā) - 240. サウスポーの秘密 (Sausupō no Himitsu) - 241. 絶望の府立体育館 (Zetsubō no Furitsu Taiikukan) |

| - 242. O Presente de Despedida do Rei - 243. Punch Eye - 244. Juramento no Zoológico - 245. Duelo de Dôjos - 246. Marginal - 247. Contra-ataque para o Dempsey Roll - 248. Vendidos - 249. Torcedores do Leste e do Oeste!! - 250. A Tensão do Vermelho e do Azul | - 242. 王者の餞 (Ōja no Hanamuke) - 243. パンチ・アイ (Panchi Ai) - 244. 動物園の誓い (Dōbutsu-En no Chikai) - 245. 道場破り (Dōjōyaburi) - 246. ゴンタ (Gonta) - 247. デンプシー・ロール対策 (Denpushī Rōru Taisaku) - 248. SOLD OUT - 249. 東西の応援団!! (Tōzai no Ōen-dan!!) - 250. 赤と青の緊張感 (Aka to Ao no Kinchō-kan) |

| - 251. Pulso - 252. Contagem Regressiva! - 253. Posição a Cavalo - 254. Lallapallooza - 255. Defesa Pelo Terror - 256. Saída dos Fundos - 257. A Melhor Arma - 258. Olhos Perigosos - 259. Recompensa | - 251. 鼓動 (Kodō) - 252. カウントダウン! (Kauntodaun!) - 253. アストライドポジション (Asutoraido Pojishon) - 254. 地鳴り (Raraparūza) - 255. ガード越しの恐怖 (Gādo-goshi no Kyōfu) - 256. 袋小路 (Fukurokouji) - 257. 最大最強の武器 (Saidai Saikyō no Buki) - 258. 危険な眼 (Denjarasu Aizu) - 259. 代償 (Daishō) |

| - 260. A Prova de Ser o Melhor do Japão - 261. Plano Feito em Pedaços - 262. Superando o "Aquele Tempo"!! - 263. Confusão - 264. Premonição do Fim - 265. Morto ou Vivo - 266. Momento de Observação - 267. O Nascimento de um Novo Rei - 268. Os Sentimentos do Melhor do Japão | - 260. 日本一の証明 (Nihon'ichi no Shōmei) - 261. 断ち切られた図式 (Tachikira reta Zushiki) - 262. “あの時”を超えろ!! ("Ano Toki" o Koero!!) - 263. MIX UP - 264. 終焉の予感 (Shūen no Yokan) - 265. DEAD OR ALIVE - 266. 刮目の瞬間 (Katsumoku no Shunkan) - 267. 新王者誕生 (Shin Ōja Tanjō) - 268. 日本一の実感 (Nihon'ichi no Jikkan) |

| - 269. O Melhor Dia da Minha Vida - 270. A Razão do Adeus - 271. Socorro! - 272. O Desanimo Desse Homem - 273. Lição Silenciosa - 274. A Arma do Futuro - 275. Aquilo que o Peixe nos Ensina - 276. Tornando-se um Fugitivo - 277. A Decisão de Kimura | - 269. 人生最良の日 (Jinsei Sairyō no Hi) - 270. サヨナラの理由 (Sayonara no Riyū) - 271. Help! - 272. コウモリ男の憂鬱 (Kōmori Otoko no Yūutsu) - 273. 無言の教え (Mugon no Oshie) - 274. その先にある武器 (Sono Sakini Aru Buki) - 275. 魚が教えてくれたもの (Arowana ga Oshiete Kureta Mono) - 276. 帰ってきた逃亡者 (Kaettekita Tōbō-sha) - 277. 木村の決意 (Kimura no Ketsui) |

| - 278. Ringue Brilhante - 279. O Deus da Morte - 280. Pai e Filho - 281. Suando Frio - 282. Premonição de Perigo - 283. Ponto Cego - 284. Irmã! - 285. O Melhor Desafiante - 286. Se Esse Punho Pudesse Acertá-lo.... - 287. Cena de Carnificina | - 278. 眩いリング (Mabayui Ringu) - 279. 死神の鎌 (Shinigami no Kama) - 280. 父と子 (Chichi to Ko) - 281. 冷たい汗 (Tsumetai Ase) - 282. 危険な伏線 (Kiken'na Fukusen) - 283. 死角 (Shikaku) - 284. 妹よ! (Imōto yo!) - 285. 最強の挑戦者 (Saikyō no Chōsen-sha) - 286. この拳が届けば・・・・ (Kono Ken ga Todokeba....) - 287. 修羅の如く (Shura no Gotoku) |

| - 288. A Hora da Partida - 289. Viciado em Boxe - 290. O Homem da Categoria Pena Junior - 291. 2 Pardais - 292. Hien e Tsubame Gaeshi - 293. Super Doutor S. - 294. Acima do Topo - 295. Determinação Inexperiente - 296. Ippo, Seja... | - 288. 訣別の時 (Ketsubetsu no Toki) - 289. ボクシング中毒 (Bokushingu Jankī) - 290. J・フェザーの男 (Junia - Fezā no Otoko) - 291. 2羽の燕 (2-ba no Tsubame) - 292. 飛燕と燕返し (Hien to Tsubame Gaeshi) - 293. スーパードクター・S (Sūpā Dokutā S) - 294. OVER THE TOP - 295. 青い決心 (Aoi Kesshin) - 296. IPPO BE・・・ |

| - 297. Palpitação - 298. Rival - 299. A Importância do Vermelho - 300. Como Um Garoto Despreparado - 301. Golpe Inicial - 302. As Preparações do Corner Azul - 303. Dempsey Roll VS Hien - 304. Deslizando Através - 305. México e 7 Centímetros - 306. Curta Distância | - 297. 触診 (Shokushin) - 298. 親友 (Raibaru) - 299. 赤の重み (Aka no Omomi) - 300. Like A Green Boy - 301. 最初の一発 (Ōpuningu Hitto) - 302. 青コーナーの伏線 (Ao Kōnā no Fukusen) - 303. デンプシー・ロールVS飛燕 (Denpushī Rōru VS Hien) - 304. スリ抜けた拳 (Suri Nuketa Ken) - 305. メキシコと7センチ (Mekishiko to 7-senchi) - 306. 大接近 (Dai Sekkin) |

| - 307. O Olho da Tempestade - 308. Pontos Vitais - 309. Livre do Inferno - 310. Ataque Banzai - 311. Dempsey Roll no Limite - 312. Quando o Último Punho Cai - 313. Cinturão do Campeão - 314. Reze para a Grande Montanha - 315. Esforço de por uma Categoria de Peso | - 307. 台風の目 (Taifū no Me) - 308. 人体の急所 (Jintai no Kyūsho) - 309. 地獄からの解放 (Jigoku kara no Kaihō) - 310. バンザイ・アタック (Banzai Atakku) - 311. 極限のデンプシー・ロール (Kyokugen no Denpushī Rōru) - 312. 最後の拳をふるう者 (Saigo no Ken o Furū Mono) - 313. チャンピオン・ベルト (Chanpion Beruto) - 314. 願わくば大きな山に (Negawakuba Ōkina Yama ni) - 315. ゆずれない階級 (Yuzurenai Kaikyū) |

| - 316. A Chegada do "Crocodilo" - 317. Um Juramento Feito Sobre o Conter - 318. Velocidade do Outro Mundo - 319. O Momento em que a Cruz é Pintada - 320. Bloody Cross - 321. Punho Vivo ou Punho Morto - 322. A Promessa Difícil de se Cumprir - 323. Elevem-se, Meus Sentimentos! - 324. Energia para um Soco | - 316. “クロコダイル”上陸 ("Kurokodairu" Jōriku) - 317. 瞬殺にかけた誓い (Kauntā ni Kaketa Chikai) - 318. 異次元のスピード (I Jigen no Supīdo) - 319. 十字架を描く時 (Jūjika o Kaku Toki) - 320. Bloody cross - 321. 生きた拳と死んだ拳 (Ikita Ken to Shinda Ken) - 322. 果たせぬ誓い (Hatasenu Chikai) - 323. とどけ、この思い! (Todoke, Kono Omoi!) - 324. 一発分のエネルギー (Ippatsu-bun no Enerugī) |

| - 325. Revivido! Os Punhos Rivais - 326. Ao Redor do Mundo - 327. Expectativa Secreta - 328. Contra o Mais Forte do Mundo - 329. Nível Inatingível - 330. O Nível Mundial - 331. Um Objetivos por 7 Anos - 332. A Calmaria Antes da Tempestade - 333. O Começo Magnífico - 334. Estilo dos Anos Dourados | - 325. 甦れ! ライバルの拳 (Yomigaere! Raibaru no Ken) - 326. 世界への胎動 (Sekai e no Taidō) - 327. 密かなる期待 (Hisokanaru Kitai) - 328. 世界最強との差 (Sekai Saikyō to no Sa) - 329. 高すぎる頂点 (Taka Sugiru Chōten) - 330. ワールド・クラスの器 (Wārudo Kurasuno-ki) - 331. 7年越しの焦点 (7 Toshikoshi no Shōten) - 332. 嵐の前の戦場 (Arashi no Mae no Senjō) - 333. 華麗なる幕開け (Kareinaru Makuake) - 334. 全盛期のスタイル (Zenseiki no Sutairu) |

| - 335. Abominável 2º Round - 336. O Retorno do Demônio - 337. Coração Despedaçado - 338. A Identidade de Date Eiji - 339. Até Mais, Samurai - 340. Trágico Passar de Bastão - 341. A Tarefa de Ippo-senpai - 342. Punhos Complicados - 343. Campeão Covarde | - 335. 忌まわしの第2R (Imawashi no Dai 2-raundo) - 336. Devil’s Back (悪魔の降臨) - 337. 壊れかけのハート (Koware kake no Hāto) - 338. 伊達英二の証明 (Date Eiji no Shōmei) - 339. さらばサムライ (Saraba Samurai) - 340. 悲壮なバトンタッチ (Hisōna Batontatchi) - 341. 一歩先輩の課題 (Ippo Senpai no Kadai) - 342. 錯綜する拳 (Sakusō suru Ken) - 343. ふぬけた王者 (Fu Nuketa Chanpion) |

| - 344. O Sonho de um Vira-lata - 345. Encontro Decisivo - 346. A Confissão de Yamada Naomichi - 347. O Levantar da Cortina - 348. A Reversão do Deus Raivoso - 349. Combinação Irritada - 350. Termos para Ser um Profissional - 351. Soco do Plexo Solar - 352. Vingança que Ameaça a Vida | - 344. 噛ませ犬の夢 (Kama se Inu no Yume) - 345. 決意の再会 (Ketsui no Saikai) - 346. 山田直道の告白 (Yamada Naomichi no Kokuhaku) - 347. 手荒い開幕 (Tearai Kaimaku) - 348. 鬼神の裏側 (Kishin no Uragawa) - 349. 焦燥の連打 (Shōsō no Renda) - 350. プロの条件 (Puro no Jōken) - 351. ソーラー・プロキサス・ブロー (Sōrā Purokisasu Burō) - 352. 捨て身のリベンジ (Sutemi no Ribenji) |

| - 353. O Momento Tão Esperado - 354. Muito Mais Forte - 355. Encontro na Praia - 356. Exclamação na Praia - 357. Pequena Satisfação - 358. O Espírito Nº 2 - 359. As Estrelas Brilhantes - 360. Juventude Poderosa - 361. Sede de Sangue | - 353. 想望なる先輩へ (Sōbō Naru Senpai e) - 354. 今日よりずっと (Kyō Yori Zutto) - 355. 海での遭遇 (Umi de no Dōgū) - 356. 絶叫のビーチ (Zekkyō no Bīchi) - 357. ささやかな満足 (Sasayakana Manzoku) - 358. No.2の気骨 (No. 2 no Kikotsu) - 359. The Bright Stars - 360. 怪童現る (Kaidō Genru) - 361. 殺気 (Sakki) |

## Volumes 41~60
| - 362. O Ringue Deles - 363. Ringue Profissional - 364. Nuvens Negras - 365. Falcão Selvagem - 366. Mau Pressentimento - 367. Minha Identidade - 368. Fúria - 369. Os Dois Selvagens - 370. Onde Eu Pertenço | - 362. それぞれのリング (Sorezore no Ringu) - 363. プロの修羅場 (Puro no Ringu) - 364. 暗雲 (An'un) - 365. 痩せた鷹 (Yaseta Taka) - 366. 嫌な予感 (Iyanayokan) - 367. オレ様の証明 (Ore-sama no Shōmei) - 368. 憤激 (Fungeki) - 369. 2人の野生児 (2-ri no Yasei-ji) - 370. 居場所 (Ibasho) |

| - 371. Ringue, Suor, Eles e... - 372. Presente - 373. Desejo de Lutar - 374. Fim do Controle de Preso - 375. DNA - 376. 2 Gritos - 377. Pedido de Aniquilação - 378. Aqueles que Se Esforçam - 379. A Entrada dos Grandes | - 371. リングと汗とこいつらと (Ringu to Ase to Koitsu-ra to) - 372. プレゼント (Purezento) - 373. 悶焦の闘志 (Mon Ase no Tōshi) - 374. 減量の果てに (Genryō no Hate ni) - 375. DNA - 376. 2つのエール (2-tsu no Ēru) - 377. 殲滅依頼 (Senmetsu Irai) - 378. 努力した者 (Doryoku Shita Mono) - 379. 強者の競宴 (Tsuwamono no Kei Utage) |

| - 380. Falcão Infalível - 381. Soco do Infinito - 382. A Responsabilidade do Líder - 383. Por Causa Disso - 384. Prática - 385. Minha Esquerda - 386. Fraqueza - 387. Briga de Rua - 388. Ritmo Selvagem | - 380. 天衣無縫の型 (Ten'imuhō no Kata) - 381. 無限のパンチ (Mugen no Panchi) - 382. 指導者の責任 (Shidō-sha no Sekinin) - 383. 世界戦のために (Kono Toki no Tame ni) - 384. 慣れ (Nare) - 385. ワシの左 (Washi no Hidari) - 386. 弱点 (Jakuten) - 387. ケンカ拳闘 (Kenka Kentō) - 388. 野生のリズム (Yasei no Rizumu) |

| - 389. O Mesmo Motor - 390. A Lei das Brigas de Rua - 391. Gancho de Espírito - 392. Melhor Auxiliar - 393. Licença para Matar - 394. Último Teste - 395. Animal Desconhecido - 396. Contagem de 10 - 397. Minha Coração | - 389. 同じエンジン (Onaji Enjin) - 390. 喧嘩の掟 (Sutorīto Faito no Okite) - 391. 魂の支柱 (Tamashī no Shichū) - 392. 最高のセコンド (Saikō no Sekondo) - 393. 第2の殺人許可証 (Dai 2 no Satsujin Kyoka-shō) - 394. 最後の仕事 (Saigo no Shigoto) - 395. 未知なる野性 (Michinaru Yasei) - 396. カウント10 (Kaunto 10) - 397. オレ様流戴冠式 (Oresama-ryū Taikanshiki) |

| - 398. Venda de Comemoração do Campeonato - 399. Momento Delicioso - 400. Muito Tempo Atrás - 401. "Luta por Dinheiro" e "Boxe" - 402. Estranha Convivência - 403. Neko-chan, o Taxista - 404. Ele é Meu Melhor Amigo - 405. Punhos Bêbados - 406. Navalha Nekota | - 398. 王座奪取記念セール (Ōza Dasshu Kinen Sēru) - 399. おいしい瞬間 (Oishī Shunkan) - 400. Long time ago - 401. 「拳闘」と「ボクシング」 ("Kentō" to "Bokushingu") - 402. 奇妙な共同生活 (Kimyōna Kyōdō Seikatsu) - 403. リンタク屋猫ちゃん (Rintaku-ya Neko-chan) - 404. アイツは親友 (Aitsu wa Shin'yū) - 405. 酔った拳 (Yotta Ken) - 406. カミソリ猫田 (Kamisori Nekota) |

| - 407. Luz Instantânea - 408. Tekken - 409. O Espírito Por Trás do Soco - 410. Espírito Doloroso - 411. A Arma Chamada Coragem - 412. A Vontade de um Homem - 413. Sangue de Samurai - 414. O Punho Prometido - 415. A Casa do Itagaki | - 407. 刹那の灯 (Setsuna no Akari) - 408. 鉄拳 (Tekken) - 409. 一撃闘魂 (Ichigeki Tōkon) - 410. すぎる気合い (Sugiru Kiai) - 411. 勇気という名の武器 (Yūki to Iu Na no Buki) - 412. 男たる意地 (Otokotaru Iji) - 413. サムライの血 (Samurai no Chi) - 414. 約束の拳 (Yakusoku no Ken) - 415. 板垣家の人々 (Itagaki-ka no Hitobito) |

| - 416. Meta Incerta - 417. A Mais Forte e Pior Arma - 418. Destruição do Dempsey Roll - 419. Lutador Similar - 420. Desafie a Era - 421. Infighter de Sangue Puro - 422. Entrevista do Homem do Mar - 423. Super Recuperação Muscular - 424. O Soco Mais Poderoso | - 416. 霞んだ目標 (Kasunda Mokuhyō) - 417. 最強かつ最悪の武器 (Saikyō Katsu Saiaku no Buki) - 418. デンプシー破り (Denpushī-yaburi) - 419. 同一型ファイター (Dō Ichi-gata Faitā) - 420. 時代への挑戦 (Jidai e no Chōsen) - 421. 純血のインファイター (Junketsu no Infaitā) - 422. 海人ご対面 (Uminchu go Taimen) - 423. 肉体超回復 (Nikutai Chō Kaifuku) - 424. 究極のパンチ (Kyūkyoku no Panchi) |

| - 425. A Expressão do Desafiante - 426. Começa a Navegação - 427. Dentro, Fora e... - 428. Distância Inexperiente - 429. Batalha Sem Distância - 430. Nadando do Mar - 431. Fundo do Mar - 432. Estrada Sem Fim no Fundo do Mar - 433. Reação, Terminada | - 425. 挑戦者の表情 (Chōsen-sha no Hyōjō) - 426. 潜行開始 (Senkō Kaishi) - 427. インとアウトと (In to Auto to) - 428. 不慣れな距離 (Funarena Kyori) - 429. 距離ゼロの戦闘 (Kyori Zero no Batoru) - 430. 戻れぬ海 (Modorenu Umi) - 431. 海底 (Kaitei) - 432. 深海の無限軌道 (Shinkai no Mugen Kidō) - 433. 回転、止まる (Kaiten, Tomaru) |

| - 434. Falta de Oxigênio - 435. Lute com um Sorriso - 436. Perseguição Inconsistente - 437. Boxeador - 438. Espírito de Luta - 439. Caminho de Vida - 440. Muito Barulho por Nada ao Lado da Cama - 441. A Pessoa Para Me Dar Forças - 442. Os Sentimentos de um Homem no Limite | - 434. 酸素負債 (Sansofusai) - 435. 笑顔のファイト (Egao no Faito) - 436. 無心の追撃 (Mushin no Tsuigeki) - 437. BOXER - 438. 半身の闘魂 (Hanshin no Tōkon) - 439. 生きる道 (Ikiru Michi) - 440. 枕もとのからさわぎ (Makura Moto no Kara Sawagi) - 441. 力をくれる人 (Chikara o Kureru Hito) - 442. スレスレの気持ち (Suresure no Kimochi) |

| - 443. Novo Arsenal do Pequeno Sapo - 444. Desqualificação de Boxeador - 445. Cientista vs Trabalhador - 446. Deusa da Vitória - 447. O Sexto Estágio - 448. Selamento Especial - 449. A Cicatriz do Sapo - 450. Composição Duvidosa - 451. Paciência - 452. Mentiras ou Verdades? | - 443. アマガエルの新兵器 (Amagaeru no Shin Heiki) - 444. ボクサー失格 (Bokusā Shikkaku) - 445. 研究家vs努力家 (Kenkyū-ka vs Doryoku-ka) - 446. 勝利の女神 (Shōri no Megami) - 447. 6年目の晴れ舞台 (6-nen-me no Hare Butai) - 448. 変則封じ (Hensoku Fūji) - 449. カエルの爪痕 (Kaeru no Tsumeato) - 450. 迷いの構図 (Mayoi no Kōzu) - 451. 辛抱 (Shinbō) - 452. 嘘か真実か (Uso ka Shinjitsu ka) |

| - 453. Os Sonhos de um Homem que Não Pode Voar - 454. Grande Aposta - 455. 100% Fingimento - 456. Diferença Decisiva - 457. Homem & Mulher - 458. Tenacidade Desnorteada - 459. A Glória Distante - 460. O Que Eu Queria - 461. O Caminho de um Boxeador - 462. Técnica Patética | - 453. 飛べない男の夢 (Tobenai Otoko no Yume) - 454. 大博打 (Ōbakuchi) - 455. 100%のフェイク (100% no Feiku) - 456. 決定的な差 (Kettei-tekina Sa) - 457. Man & Woman - 458. 泥だらけの執念 (Doro-darake no Shūnen) - 459. 栄光までの距離 (Eikō Made no Disutansu) - 460. 欲しかったモノ (Hoshikatta Mono) - 461. ボクサーの道 (Bokusā no Michi) - 462. 無様な技 (Buzamana Waza) |

| - 463. Anúncio Importante - 464. O Rei em Perigo - 465. Campeão de Queijo - 466. Boxeador Perverso - 467. Cão Faminto - 468. A Teoria da Evolução do Dempsey Roll - 469. A Investigação do Iatagaki - 470. Susto Inesperado - 471. O Dragão Owari - 472. Aceitação, Isolação e... | - 463. 重大発表 (Jūdai Happyō) - 464. 秘策の王様 (Hisaku no Ōsama) - 465. チーズチャンピオン (Chīzu Chanpion) - 466. 悪性ボクサー (Akusei Bokusā) - 467. 餓えた狂犬 (Ueta Kyōken) - 468. 最終兵器進化論 (Denpushī Rōru Shinka-ron) - 469. 板垣緊急レポート (Itagaki Kinkyū Repōto) - 470. 無角の恐怖 (Mu Sumi no Kyōfu) - 471. 尾張の竜 (Owari no Ryū) - 472. 屈折と孤独と (Kussetsu to Kodoku to) |

| - 473. Volg, o Visitante - 474. O Desafio de Volg - 475. O Cenário do Sawamura - 476. Um Duro Presente de Despedida - 477. A Evolução do Dempsey - 478. A Face da Determinação - 479. Dentro do Ringue - 480. Ippo Indisposto - 481. O Herói e o Vilão - 482. Punhos de Fúria | - 473. 客人・ヴォルグ (Kyakujin - Vorugu) - 474. ヴォルグの挑戦 (Vorugu no Chōsen) - 475. 悪魔のシナリオ (Sawamura no Shinario) - 476. 重い置き土産 (Omoi Okimiyage) - 477. デンプシーの進化 (Denpushī no Shinka) - 478. 決断の表情 (Ketsudan no Kao) - 479. リングの中で (Ringu no Naka de) - 480. 違和感の一歩 (Iwakan no Ippo) - 481. 英雄と奸雄 (Eiyū to Kan'yū) - 482. 怒りの拳 (Ikari no Ken) |

| - 483. Engano do Sawamura - 484. O Corajoso Desafiante - 485. Verdadeira Forma - 486. "Tiro" - 487. O Assassino do Makunouchi - 488. Choque Invisível - 489. O Truque do Senkou - 490. Campeão Pêndulo - 491. O Gosto da Paciência - 492. A Destruição Completa do Dempsey | - 483. 沢村の誤算 (Sawamura no Gosan) - 484. 不敵な挑戦者 (Futekina Chōsen-sha) - 485. 本当の姿 (Hontō no Sugata) - 486. “弾丸” ("Baretto") - 487. 幕之内殺し (Makunouchi Goroshi) - 488. 衝撃の閃光 (Shōgeki no Senkō) - 489. 閃光のカラクリ (Senkō no Karakuri) - 490. 振り子の王者 (Furiko no Chanpion) - 491. 我慢の味付 (Gaman no Supaisu) - 492. 完全なるデンプシー破り (Kanzen'naru Denpushī-yaburi) |

| - 493. Carnaval de Prazer - 494. A Luta Deve Continuar - 495. A Razão Pela Qual Ele Não Cai - 496. Aposta Maior - 497. Potencial Infinito - 498. Ajuda VS Ódio - 499. Prática do Aperto - 500. Adaptação de Ritmo - 501. Anti-counter Devastador - 502. Uma Lâmina para Viver | - 493. 歓喜の謝肉祭 (Kanki no Shanikusai) - 494. もっと勝負を (Motto Shōbu o) - 495. 倒れない理由 (Taorenai Wake) - 496. 根拠強き賭け (Konkyo Tsuyoki Gyanburu) - 497. ∞の可能性 (Mugen no Kanōsei) - 498. 応援VS怨念 (Ōen VS On'nen) - 499. ピンチの練習 (Pinchi no Renshū) - 500. 揺れる勝負処 (Yureru Taimingu) - 501. 凶悪なカウンター潰し (Kyōakuna Kauntā Tsubushi) - 502. 活人の拳 (Katsu Hito no Ken) |

| - 503. Memórias do Boné - 504. A Força para Viver - 505. Aonde Eu Quero Estar - 506. A Decisão de Umezawa-kun - 507. Palavras que Dão Força - 508. Academia "Barco de Pesca Makunouchi" - 509. Objetivo Final - 510. Ventos! O Barco de Pesca Makunouchi!! - 511. Estranha Declaração de Guerra do Kamogawa - 512. Choque Imai | - 503. 帽子の思い出 (Bōshi no Omoide) - 504. 生きる強さ (Ikiru Tsuyo-sa) - 505. 辿り着きたい場所 (Tadori Tsukitai Basho) - 506. 梅沢君のケジメ (Umezawa-kun no Kejime) - 507. 力の出る言葉 (Chikara no Deru Kotoba) - 508. 「釣り船幕の内」ジム ("Tsuribune Makunouchi" Jimu) - 509. 最高の目標 (Saikō no Mokuhyō) - 510. 風雲!釣り船幕の内!! (Fūun! Tsuribune Makunouchi!!) - 511. 鴨川戦線異常アリ (Kamogawa Sensen Ijō Ari) - 512. 今井shock (Imai Shock) |

| - 513. O Timbre de um Boxeador - 514. Counter Fraco - 515. O Nascimento de uma Dúvida - 516. O Pior "Mosquito" - 517. O Conselho de Sanada - 518. Responsabilidade pela Desistência da Luta - 519. Olhos de Falcão - 520. A Incrível Luta pelo Título - 521. Face de um Profissional - 522. Águia Dourada | - 513. ボクサーの音色 (Bokusā no Neiro) - 514. 貧弱なカウンター (Hinjakuna Kauntā) - 515. ある種の疑惑 (Arushuno Giwaku) - 516. 最悪の蚊 (Saiaku no Ka) - 517. 真田の助言 (Sanada no Jogen) - 518. 世界戦没収責任 (Sekai-sen Bosshū Sekinin) - 519. 鷹の目 (Taka no Me) - 520. 踊る大世界戦 (Odoru Dai Sekai-sen) - 521. プロの顔 (Puro no Kao) - 522. 黄金の鷲 (Gōruden Īguru) |

| - 523. Mamoru Takamura - 524. Meu Palco - 525. Estreia da Arena - 526. A Rapsódia de Kimura - 527. As Verdadeiras Cores do Papaya - 528. Vilão Contra Vilão - 529. A Velocidade que Ultrapassa os Limites - 530. Punho que Fala - 531. Orgulho de Boxeador - 532. Counter Evoluído Imcompleto | - 523. マモル・タカムラ (Mamoru Takamura) - 524. オレ様の舞台 (Ore-sama no Butai) - 525. 大会場デビュー (Arīna Debyū) - 526. 木村狂想曲 (Kimura Kyōsōkyoku) - 527. パパイヤの正体 (Papaiya no Shōtai) - 528. 曲者対曲者 (Kusemono Tai Kusemono) - 529. 限界を超えた速度 (Genkai o Koeta Sokudo) - 530. 語る拳 (Kataru Kobushi) - 531. ボクサーとしての誇り (Bokusā to Shite no Hokori) - 532. 未完の新型カウンター (Mikan no Shingata Kauntā) |

| - 533. Apresentando a Estrela - 534. Falcão Contra Águia - 535. Difícil Início de Luta - 536. Pressão Significante - 537. Boxe Incomparável - 538. O Olho da Águia que Tudo Vê - 539. Frustração - 540. Força Contra Razão - 541. Falcão Engaiolado | - 533. 真打登場 (Shin'uchi Tōjō) - 534. 鷹対鷲 (Taka Tai Washi) - 535. 激戦の序曲 (Gekisen no Jokyoku) - 536. 不気味な重圧 (Bukimina Puresshā) - 537. 精巧無比のボクシング (Seikō Muhi no Bokushingu) - 538. 見つめる鷲の目 (Mitsumeru Īguruzu Ai) - 539. フラストレーション (Furasutorēshon) - 540. 野性対理性 (Yasei Tai Risei) - 541. 閉じこめられた鷹 (Tojikome-rareta Taka) |

| - 542. Dano Não Visto - 543. Distância Sem Escapatória - 544. Estratégia Inimaginável - 545. O Balanço Repentino do Falcão - 546. Ensinamentos Inesquecíveis - 547. A Pior Situação Possível - 548. Ansiedade Amplificada - 549. Mudança Sarcástica - 550. Luta Sangrenta - 551. O Encontro do Poder e da Técnica | - 542. 見えないダメージ (Mienai Damēji) - 543. 逃げ切れない距離 (Nigekirenai Kyori) - 544. 想像を超えた戦術 (Sōzō o Koeta Senjutsu) - 545. 襲いかかる鷹 (Osoikakaru Taka) - 546. 忘れられない教え (Wasurerarenai Oshie) - 547. 最悪の事態 (Saiaku no Jitai) - 548. 増幅する不安 (Zōfuku suru Fuan) - 549. 皮肉な展開 (Hinikuna Tenkai) - 550. 血まみれの猛攻 (Chimamire no Mōkō) - 551. 力と技の激突 (Chikara to Waza no Gekitotsu) |

## Volumes 61~80
| - 552. Os Sentimentos dos Lutadores - 553. Banho de Sangue - 554. A Luta Mortal Fica Perto do Fim - 555. Vitória do Esforço - 556. Eco da Vitória - 557. O Melhor Filho Adotivo do Mundo - 558. Nasceu uma Estrela - 559. A Determinação do Itagaki - 560. Esquema Fadado - 561. Bom Resultado em um Spar | - 552. 両雄の熱き思い (Ryōyū no Atsuki Omoi) - 553. 血まみれの戦い (Chimamire no Tatakai) - 554. 死闘の果てに (Shitō no Hate ni) - 555. 努力の勝利 (Doryoku no Shōri) - 556. 勝利の余韻 (Shōri no Yoin) - 557. 世界一の孝行息子 (Sekaiichi no Kōkō Musuko) - 558. スター誕生 (Sutā Tanjō) - 559. 板垣の決意 (Itagaki no Ketsui) - 560. 因縁の図式 (In'nen no Zushiki) - 561. スパーの収穫 (Supā no Shūkaku) |

| - 562. O Homem que Destruiu Minha Autoconfiança - 563. O Espírito de uma Erva Daninha - 564. A Obsessão pela Vitória - 565. Com o Que Nós Nascemos - 566. Um Espaço Que Não Pode Ser Preenchido - 567. A Dolorosa Memória da Erva Daninha - 568. Quando o Coração Quebra - 569. A Erva Daninha que Cresceu Determinada - 570. A Prova de Ser um Boxeador Profissional - 571. Palavras que Ainda Não Posso Dizer - 572. O Dempsey Roll Sob Ataque | - 562. 自信を打ち砕いた男 (Jishin o Uchikudaita Otoko) - 563. 雑草の心意気 (Zassō no Kokoroiki) - 564. 勝ちにこだわる理由 (Kachi ni Kodawaru Wake) - 565. 生まれ持ったモノ (Umare Motta Mono) - 566. 埋まらない差 (Umaranai-sa) - 567. 雑草の切なる思い (Zassō no Setsunaru Omoi) - 568. 心が折れる時 (Kokorogaoreru-ji) - 569. まっすぐにのびた雑草 (Massugu ni Nobita Zassō) - 570. プロボクサーの証 (Purobokusā no Akashi) - 571. 今はまだ言えない言葉 (Ima wa Mada Ienaikotoba) - 572. デンプシー・ロール包囲網 (Denpushī Rōru Hōi-mō) |

| - 573. Desperdício Extravagante - 574. Treinamento Severo - 575. Além da Evolução de Dempsey Roll - 576. O que Ele Deseja Obter - 577. O Lugar para Dar as Costas - 578. Viajante Sem Amanhã? - 579. O Que Está Falando? - 580. Antes da Luta - 581. A Excitação do Desafiante - 582. A Aproximação do Campeão - 583. Karasawa na Palma da Mão Dele | - 573. ぜいたくな買い物 (Zeitakuna Kaimono) - 574. 苛烈な練習 (Karetsuna Renshū) - 575. デンプシー進化の先に (Denpushī Shinka no Saki ni) - 576. やっておきたいこと (Yatte Okitai Koto) - 577. 立ち返るところ (Tachikaeru Tokoro) - 578. 明日なき放浪? (Ashita Naki Hōrō?) - 579. 足りないなにか (Tarinai Nani ka) - 580. 戦いの前 (Tatakai no Mae) - 581. 挑戦者の高ぶり (Chōsen-sha no Takaburi) - 582. 迫りくる王者 (Semari Kuru Ōja) - 583. 掌の上の唐沢 (Tenohira no Ue no Karasawa) |

| - 584. Os 30 Segundos Restantes - 585. O Foco do Ippo - 586. Aquele que Controla a Luta - 587. O Falso Círculo - 588. Premonição de Progresso - 589. O Último Contra-ataque - 590. Luz e Escuridão no Ringue - 591. O Selo no Golpe Finalizador - 592. O Que Ele Vai Realizar Depois - 593. Empenho pela Supremacia - 594. Relação de 5 Lados | - 584. 残り30秒 (Nokori 30-byō) - 585. 一歩の課題 (Ippo no Kadai) - 586. 試合を支配する者 (Shiai o Kontorōru suru Mono) - 587. いびつな円軌道 (Ibitsuna Enkidō) - 588. 成長の予感 (Seichō no Yokan) - 589. 最後の逆襲 (Saigo no Gyakushū) - 590. リング上の明暗 (Ringu-jō no Meian) - 591. 必殺技の封印 (Hissawwaza no Fūin) - 592. 後に気づくこと (Ato ni Kidzuku Koto) - 593. 覇権争い (Haken Arasoi) - 594. 五角関係 (Go-kaku Kankei) |

| - 595. Sem Saída - 596. O Defeito Decisivo - 597. Esteja Preparado para Qualquer Coisa - 598. A Escolha do Itagaki - 599. Velocidade VS Força - 600. Supere a Pressão - 601. Ataque e Defesa ao Alcance do Ponto Cego - 602. Modo de Avanço - 603. Além de Si Mesmo - 604. O Campo de Visão de um Homem Corajoso - 605. Boxe de Alto Nível | - 595. 袋小路 (Fukurokouji) - 596. 決定的な欠陥 (Ketteitekina Kekkan) - 597. 腹をくくれ (Hara o Kukure) - 598. 板垣の選択 (Itagaki no Sentaku) - 599. 速度VS.豪腕 (Supīdo VS. Pawā) - 600. 重圧をはねのけろ (Jūatsu o Hanenokero) - 601. 至近距離の攻防 (Shikin Kyori no Kōbō) - 602. 行け行けモード (Ike Ike Mōdo) - 603. 自分から前へ (Jibun Kara Mae e) - 604. 勇者の視界 (Yūsha no Shikai) - 605. ボクシングハイ (Bokushingu Hai) |

| - 606. Velocidade Assustadora - 607. Boxeador Profissional - 608. A Teoria de um Grande Socador - 609. Poder de Destruição Assustador - 610. Boxe Irracional - 611. As Palavras do Treinador - 612. As Escolhas Dele - 613. A Imagem do Meu Senpai - 614. O Que Ippo Pode Fazer - 615. Com a Consciência Sumindo - 616. A Diferença entre Imai e Itagaki | - 606. 恐ろしい速度で (Osoroshī Supīdo de) - 607. プロのボクサー (Puro no Bokusā) - 608. 強打者の理論 (Kyōdasha no Riron) - 609. 恐るべき破壊力 (Osorubeki Hakai-ryoku) - 610. 理不尽なボクシング (Rifujin'na Bokushingu) - 611. 篠田の言葉 (Torēnā no Kotoba) - 612. 二人の選択 (Futari no Sentaku) - 613. 先輩たちの姿 (Senpai-tachi no Sugata) - 614. 一歩にできること (Ippo ni Dekiru Koto) - 615. 薄れゆく意識のなかで (Usure Yuku Ishiki no Naka de) - 616. 今井と板垣の差 (Imai to Itagaki no Sa) |

| - 617. Aquilo que Eu Vi - 618. O Orgulho de Itagaki - 619. O Fim da Luta Moral - 620. O Vencedor e o Perdedor - 621. Rei dos Novatos do Oeste do Japão - 622. Aquele que Está Esperando - 623. A Terra Prometida - 624. Rival - 625. Nova Fórmula da Academia Kamogawa - 626. A Agente de Agora em Diante - 627. Dessa Vez é Certo | - 617. 見てきたモノ (Mitekita Mono) - 618. 板垣の誇り (Itagaki no Hokori) - 619. 死闘の決着 (Shitō no Ketchaku) - 620. 勝敗を分けたもの (Shōhai o Waketa Mono) - 621. 西日本新人王 (Nishinihon Shinjin-ō) - 622. 待っている人 (Matte Iru Hito) - 623. 約束の地 (Yakusoku no Ji) - 624. 好敵手 (Raibaru) - 625. 鴨川ジム公式採用 (Kamogawa Jimu Kōshiki Saiyō) - 626. これからの日程 (Korekara no Sukejūru) - 627. 今度こそ (Kondo Koso) |

| - 628. O Retorno de Itagaki - 629. Passar o Bastão - 630. 22 Vitórias, 10 Derrotas, 1 Empate - 631. O Boxeador que Nunca Quis Enfrentar - 632. O Que Não Pode Ser Mais Visto - 633. Forma Verdadeira - 634. Olhos Determinados - 635. Desafiante Veterano - 636. O Cumprimento do Desafiante - 637. Demonstração Especial | - 628. 板垣帰還 (Itagaki Kikan) - 629. バトンタッチ (Baton Tatchi) - 630. 22勝10敗1分 (22-shō 10-pai 1-bu) - 631. 戦いたくなかった選手 (Tatakaitakunakatta Bokusā) - 632. 見えなくなっていたモノ (Mienaku Natte Ita Mono) - 633. 本来の姿 (Honrai no Sugata) - 634. まっすぐな眼 (Massuguna Me) - 635. ベテラン挑戦者 (Beteran Chōsen-sha) - 636. 挑戦者の挨拶 (Chōsen-sha no Aisatsu) - 637. 本領発揮 (Honryō Hakki) |

| - 638. Onde a Fraqueza Está - 639. Senso de Distância Confuso - 640. Distância Especial - 641. Presas Envenenadas - 642. Duelo de Poder - 643. Cenário Familiar - 644. O Desafiante Imortal - 645. O Que o Take Fez - 646. Sombra Ameaçadora - 647. Agarrado - 648. Mais do Mesmo | - 638. 弱点はどこに (Jakuten wa Doko ni) - 639. 狂う距離感 (Kuruu Kyori-kan) - 640. 得意の距離 (Tokui no Kyori) - 641. 毒の牙 (Doku no Kiba) - 642. 破壊力勝負 (Pawā Shōbu) - 643. 見慣れぬ光景 (Minarenu Kōkei) - 644. 不死身の挑戦者 (Fujimi no Chōsen-sha) - 645. 武のやっていること (Take no Yatte'iru Koto) - 646. 不吉な影 (Fukitsuna Kage) - 647. がんじがらめ (Ganjigarame) - 648. 同じ条件 (Onaji Jōken) |

| - 649. Lutando Cara a Cara - 650. O Desafiante Destemido - 651. Passando dos Limites - 652. Fracote - 653. Golpe Finalizador - 654. Gancho de Direita Desumano - 655. A Volta do Pai - 656. A Ponte para o Amanhã - 657. O "Amanhã" de Cada Um - 658. A Namorada, o Irmão, o Rival e... | - 649. 真つ向勝負 (Matsu Kō Shōbu) - 650. 臆さぬ挑戦者 (Okusanu Chōsen-sha) - 651. 限界を超えて (Genkai o Koete) - 652. 弱虫 (Yowamushi) - 653. フィニッシュ・ブロー (Finisshu Burō) - 654. 無情の右フック (Mujō no Migi Fukku) - 655. 父親の背中 (Chichioya no Senaka) - 656. 明日につながるモン (Ashita ni Tsunagaru Mon) - 657. それぞれの“次” (Sorezore no "Tsugi") - 658. 彼女と兄とライバルと (Kanojo to Ani to Raibaru to) |

| - 659. Garotinho Mimado - 660. Plano Anti-Makunoichi - 661. O Inimigo Fora do Ringue - 662. O Campeão Sem Asas - 663. Espada Enferrujada - 664. A Pior Luta de Todas - 665. A Luta Prometida - 666. Destino Inescapável - 667. Mais Uma Carta - 668. Fraqueza Conquistada!? - 669. Um Idiota Esforçado | - 659. 甘ちゃん (Ama-chan) - 660. 幕之内対策 (Makunouchi Taisaku) - 661. リングの外の敵 (Ringu no Soto no Teki) - 662. 翼をもがれた王者 (Tsubasa o Moga reta Ōja) - 663. 錆びついた刀 (Sabitsuita Katana) - 664. 最低の試合 (Saitei no Shiai) - 665. 約束の試合 (Yakusoku no Shiai) - 666. 逃れられぬ運命 (Nogare rarenu Unmei) - 667. もう一つの試合 (Mō Hitotsu no Kādo) - 668. 弱点克服!? (Jakuten Kokufuku!?) - 669. バカのひとつ覚え (Baka no Hitotsu Oboe) |

| - 670. O Garoto da Reviravolta - 671. Aoki, o Senhor dos Planos - 672. Um Vasto e Distante Mundo - 673. Instinto Assassino Novamente - 674. O Verdadeiro Objetivo de Mashiba - 675. Mau Pressentimento - 676. Antes da Tempestade - 677. Atmosfera Pesada - 678. Acertando as Contas - 679. Método de Aproximação | - 670. 逆転の貴公子 (Gyakuten no Kikōshi) - 671. 策士・青木 (Sakushi Aoki) - 672. 広く遠い世界 (Hiroku Tōi Sekai) - 673. 殺意再び (Satsui Futatabi) - 674. 真柴の真意 (Mashiba no Shin'i) - 675. 悪い胸騒ぎ (Warui Munasawagi) - 676. 嵐の前の (Arashi no Mae no) - 677. 重い空気 (Omoi Kūki) - 678. 様子見 (Yōsumi) - 679. 近づく術 (Chikadzuku Sube) |

| - 680. Punhos Voadores - 681. Disputa de Poder - 682. Boa Luta - 683. Fúria - 684. Ritmo do Movimento - 685. Ensinamentos do Makunoichi - 686. Punhos Inefetivos - 687. Orgulho - 688. O Campeão Machucado - 689. O Bom e o Mal - 690. A Pior Luta - 691. Sobrevivência | - 680. 乱れ飛ぶ拳 (Midaretobu Kobushi) - 681. 実力拮抗 (Jitsuryoku Kikkō) - 682. ナイスファイト (Naisu Faito) - 683. 怒り (Ikari) - 684. 振り子のリズム (Furiko no Rizumu) - 685. 幕之内の教え (Makunouchi no Oshie) - 686. 効かない拳 (Kikanai Nakkuru) - 687. 自尊心 (Puraido) - 688. 手負いの王者 (Teoi no Chanpion) - 689. 正義と悪 (Seigi to Aku) - 690. 最悪の試合 (Saiaku no Shiai) - 691. サバイバル (Sabaibaru) |

| - 692. A Mesma Visão - 693. Sentença de Morte Executada - 694. O Ataque Final - 695. Uma Luta Além dos Punhos - 696. Instinto - 697. Um Ringue Sem Vencedor - 698. O Cinturão do Campeão - 699. Performance Final - 700. Distúrbio na Academia Kamogawa - 701. Ex-jogador de Baseball - 702. Uma Fraqueza Inesperada - 703. Apresentando a Verdadeira Estrela | - 692. 同じ景色を (Onaji Keshiki o) - 693. 死刑執行 (Shikei Shikkō) - 694. 最後の一撃 (Saigo no Ichigeki) - 695. 拳を越えた勝負 (Kobushi o Koeta Shōbu) - 696. 本能 (Hon'nō) - 697. 勝者のいないリング (Shōsha no Inai Ringu) - 698. チャンピオンベルト (Chanpion Beruto) - 699. 最後の姿 (Saigo no Sugata) - 700. 鴨川ジム異変 (Kamogawa Jimu Ihen) - 701. 元野球少年 (Moto Yakyū Shōnen) - 702. 思わぬ弱点 (Omowanu Jakuten) - 703. 真打ち登場 (Shin'uchi Tōjō) |

| - 704. Além do Fim - 705. A Atração Principal - 706. O Objetivo de Sendou - 707. Apertando os Botões Errados - 708. Qual o Próximo Objetivo? - 709. Sentimentos Acelerados - 710. Sentimentos Mútuos - 711. O Próximo Objetivo - 712. A Decisão de Ketsui - 713. Os Ansiosos 10 Rounds | - 704. 最後はやっぱり (Saigo wa Yappari) - 705. メインイベンター (Mein Ibentā) - 706. 千堂の標的 (Sendō no Hyōteki) - 707. ボタンのかけちがい (Botan no Kakechigai) - 708. 次は何点? (Tsugi wa Nan-ten?) - 709. 逸る気持ち (Hayaru Kimochi) - 710. 相思相愛 (Sōshisōai) - 711. 次の目標 (Tsugi no Mokuhyō) - 712. 篠田の決意 (Shinoda no Ketsui) - 713. 迷いだらけの10回戦 (Mayoi-darake no 10-kaisen) |

| - 714. Espaço-tempo Diferente - 715. Habilidade Liberada - 716. Aguente um Soco - 717. Luta de Estreia - 718. O Segredo de Suas Forças - 719. A Vingança do Aoki - 720. Última Luta - 721. Destino - 722. Razão Não Revelada - 723. Por Qual Razão? | - 714. 違う時間軸 (Chigau Jikan-jiku) - 715. 能力開放 (Nōryoku Kaihō) - 716. 一発を耐えて (Ippatsu o Taete) - 717. デビュー戦 (Debyū-sen) - 718. 強さの秘密 (Tsuyo-sa no Himitsu) - 719. 青木の復讐 (Aoki no Fukushū) - 720. 最後の試合 (Saigo no Shiai) - 721. 縁 (En) - 722. 語られる理由 (Katarareru Riyū) - 723. なんのために (Nan no Tame ni) |

| - 724. Buraco Profundo - 725. O Peso dos Punhos - 726. Um Caminho Diferente - 727. Jimmy Cicatriz - 728. O Ataque de Deus - 729. Atrapalhando o Início - 730. Aposte ou Sofra? - 731. Tornado - 732. Só Uma Coisa - 733. Socos Sem Alma - 734. Luta Estranha | - 724. 深い穴 (Chigai Ana) - 725. 拳の重み (Kobushi no Omomi) - 726. 違うルート (Chigau Rūto) - 727. 傷物ジミー (Kizumono Jimī) - 728. 神の一撃 (Kami no Ichigeki) - 729. 出鼻を挫け (Debana o Kujike) - 730. 博奕か威嚇か (Bakuchi ka Ikaku ka) - 731. 竜巻 (Torunēdo) - 732. やることは一つ (Yaru Koto wa Hitotsu) - 733. 疑心暗鬼 (Gishin Anki) - 734. 未体験の戦い (Mi Taiken no Tatakai) |

| - 735. Pedra e Pedra - 736. Chance de Vitória - 737. Predição de Evolução - 738. Contemple Deus - 739. O Que Foi Visto.... - 740. O Deus Acima do Ringue - 741. Para o Miyata-kun - 742. Zoológico - 743. O Punho do Rei - 744. Golpe Secreto: Soco do Besouro - 745. O Peso Desses Punhos | - 735. グーとグー (Gū to Gū) - 736. 勝機 (Shōki) - 737. 進化の兆し (Shinka no Kizashi) - 738. 神の姿を見よ (Kami no Sugata o Miyo) - 739. 見えたのは・・・・ (Mieta no wa....) - 740. リング上の神 (Ringu-jō no Kami) - 741. 宮田くんへ (Miyata-kun e) - 742. ZOO - 743. 王の姿 (Ō no Sugata) - 744. 秘打・ビートルズアッペー (Hi-da: Bītoruzu Appē) - 745. その拳の重み (Sono Kobushi no Omomi) |

| - 746. Olhe Para o Relâmpago - 747. Um Counter Perfurante - 748. O Objetivo de Miyata - 749. Uma Mensagem do Miyata - 750. Conspiração - 751. O Boxeador Destinado - 752. Racoon Boy - 753. Como um Desafiante - 754. No Meio do Sonho - 755. Vermelho - Azul - Amarelo - 756. O Treinador Misterioso | - 746. 仰ぎ見る、紫電 (Aogi Miru, Shiden) - 747. 貫くカウンター (Tsuranuku Kauntā) - 748. 宮田の狙い (Miyata no Nerai) - 749. 宮田からの伝言 (Miyata kara no Messēji) - 750. 陰謀 (Inbō) - 751. 運命の選手 (Unmei no Bokusā) - 752. ラクーン・ボーイ (Rakūn Bōi) - 753. 挑戦者として (Charenjā to Shite) - 754. 夢、半ば (Yume, Nakaba) - 755. 赤・青・黄 (Aka - Ao - Ki) - 756. 謎のトレーナー (Nazo no Torēnā) |

| - 757. Continuando com Ele - 758. O Homem Conhecido como Mágico - 759. Desafio no Dojo - 760. O Mágico no Ringue - 761. A Natureza da Mágica - 762. Estendendo? Encolhendo? - 763. Treino Fora - 764. Diferente de Antes! - 765. Troca Dupla - 766. A Outra Fraqueza - 767. Uma Luta ou um Trabalho? | - 757. あの人と目指す (Ano Hito to Mezasu) - 758. 魔術師と呼ばれる男 (Majishan to Yobareru Otoko) - 759. 道場破り (Dōjō Yaburi) - 760. リングの魔術 (Ringu no Majutsu) - 761. 魔術の正体 (Majikku no Shōtai) - 762. 伸びる?縮める? (Nobiru? Chidjimeru?) - 763. 出稽古 (Degeiko) - 764. あの頃とは違う! (Anogoro to wa Chigau!) - 765. 相打ち (Aiuchi) - 766. もうひとつの弱点 (Mō Hitotsu no Jakuten) - 767. 勝負か仕事か (Shōbu ka Shigoto ka) |

## Volumes 81~100
| - 768. Corrigindo o Corretor - 769. Dinheiro Pesado - 770. Aberto para Negócios! - 771. Uma Queda Casual - 772. Show de Mágica - 773. Luta Enfeitiçada - 774. A Verdadeira Força do Mágico - 775. A Extensão dos Braços!! - 776. O Vencedores da Troca Simultânea - 777. Armas e Luvas | - 768. 八百長の八百長 (Yaochō no Yaochō) - 769. 重い借金 (Omoi Shakkin) - 770. 仕事開始! (Bijinesu Sutāto!) - 771. 余裕のダウン (Yoyū no Daun) - 772. 魔術Show (Majikku Show) - 773. 幻惑のグローブ (Genwaku no Gurōbu) - 774. 魔術師の本領 (Majishan no Honryō) - 775. 腕が伸びる!! (Ude ga Nobiru!!) - 776. 相打ちの勝者 (Aiuchi no Shōsha) - 777. 銃とグローブ (Jū to Gurōbu) |

| - 778. Máquina Avariada - 779. Não é Boxe - 780. Duas Coisas para Lembrar - 781. Esses Punhos Não São Pesados - 782. Conexão Insana - 783. Soco Mágico - 784. Contra-ataque VS. Contra-ataque - 785. Preparando-se para o Ringue - 786. Outro Truque - 787. Eu Vejo!! | - 778. 狂った機械 (Kurutta Kikai) - 779. ボクシング以外 (Bokushingu Igai) - 780. 2つの心掛け (2-tsu no Kokorogake) - 781. この拳は重くない (Kono Kobushi wa Omokunai) - 782. あきれた絆 (Akireta Kizuna) - 783. 魔法のパンチ (Mahō no Panchi) - 784. 反撃VS.反撃 (Hangeki VS. Hangeki) - 785. 覚悟のリング (Kakugo no Ringu) - 786. どんでん返し (Dondengaeshi) - 787. 見える!! (Mieru!!) |

| - 788. Orgulho do Campeão - 789. Uma Luta para Se Orgulhar - 790. Furacão Makunoichi - 791. Talento Extremo - 792. Em Direção ao Trono! - 793. A Forma do Talento - 794. Rei dos Reis da Velocidade - 795. Seja Agressivo! - 796. Spar Inesperado - 797. Perspectiva de Alta Velocidade - 798. A Pior Sensação | - 788. 王者の誇り (Ōja no Hokori) - 789. 誇りある戦い (Hokori aru Tatakai) - 790. 幕之内台風 (Makunouchi Taifū) - 791. 強烈な才能 (Kyōretsuna Sainō) - 792. GO to 王者! (GO to Ōja!) - 793. 右の形 (Migi no Katachi) - 794. King of Speed Kings - 795. 強引に! (Gōin ni!) - 796. 思わぬスパー (Omowanu Supā) - 797. 高速の風景 (Kōsoku no Fūkei) - 798. 最悪の予感 (Saiaku no Yokan) |

| - 799. O Round Restante - 800. Esse Homem é Ippo Makunouchi - 801. Direita e Esquerda - 802. Uma Pena Invejável - 803. Evento Principal e Evento Principal - 804. Um Nível Mai Elevado - 805. Por Causa do Encontro Deles - 806. A Possibilidade Inesperada - Gaiden. O Tigre de Naniwa | - 799. 1R余ってる (1-raundo Amatteru) - 800. あの男がイッポ・マクノウチだ (Ano Otoko ga Ippo Makunouchi da) - 801. 右と左 (Migi to Hidari) - 802. 羨ましいか 気の毒か (Urayamashī ka Kinodoku ka) - 803. メインイベントとメインイベント (Mein Ibento to Mein Ibento) - 804. 上のレベル (Ue no Reberu) - 805. 出会ったが故に (Deattaga Yueni) - 806. まさかまさか (Masaka Masaka) - 外伝. 浪速の虎 (Naniwa no Tora) |

| - 807. Viagem de Desafios - 808. Melhor Não Ver Isso - 809. Dois Homens Determinados - 810. O Estilo do Pai - 811. Cheio de Buracos - 812. Sonho Herdado - 813. Sempre Assistindo - 814. Quando as Cerejeiras Florescem - 815. Memórias das Flores de Cerejeiras - 816. Os Dois Campeões | - 807. どつき旅 (Do Tsuki Tabi) - 808. 観ない方がええわ (Minai Kata ga Ē wa) - 809. 強気な2人 (Tsuyokina Futari) - 810. 父さんのスタイル (Tōsan no Sutairu) - 811. 欠点だらけ (Ketten Darake) - 812. 継がれた夢 (Tsugareta Yume) - 813. いつも観ていた (Itsumo Mite Ita) - 814. 桜の咲く頃 (Sakura no Sakukoro) - 815. 桜の記憶 (Sakura no Kioku) - 816. 王者2人 (Ōja Futari) |

| - 817. Atmosfera Estranha - 818. Nocaute Sakura - 819. Pior do que Tempos Difíceis - 820. Os Pais Deles - 821. Animais Selvagens Enjaulados - 822. Luta Mortal no Corner - 823. A Pessoa que Eu Persegui - 824. O Soco Indefensável - 825. Nível Mundial - 826. O Homem do Corte | - 817. 変な雰囲気 (Hen'na Fun'iki) - 818. KO桜 (KO Sakura) - 819. 苦戦どころか (Kusen do Koro ka) - 820. それぞれの父 (Sorezore no Chichi) - 821. 猛獣の檻 (Mōjū no Ori) - 822. 死闘のコーナー (Shitō no Kōnā) - 823. 目指すアイツ (Mezasu Aitsu) - 824. 無敵のパンチ (Muteki no Panchi) - 825. 世界基準 (Sekai Kijun) - 826. キレた男 (Kireta Otoko) |

| - 827. Melhor do Mundo - 828. Jabs de Direita! - 829. Troca - 830. A Fonte da Estática - 831. Olhos do Campeão - 832. O Punho do Deus do Relâmpago - 833. Um Bom Negócio - 834. A Ligação Miyata - 835. Recompensa pela Coragem - 836. Anormalidade!? | - 827. 天下一品 (Tenkaippin) - 828. 右ジャブ! (Migi Jabu!) - 829. スウィッチ (Sū'itchi) - 830. 雑音の正体 (Noizu no Shōtai) - 831. 王者の目 (Ōja no Me) - 832. 雷神の拳 (Raijin no Kobushi) - 833. 重大なコト (Jūdaina Koto) - 834. 宮田のこだわり (Miyata no Kodawari) - 835. 勇気の報酬 (Yūki no Hōshū) - 836. 異変!? (Ihen!?) |

| - 837. Asura....!! - 838. O Melhor Amigo do Miyata - 839. O Caminho Escolhido - 840. Eu Tenho-- - 841. Um Boxeador Desesperado - 842. A Luz - 843. Sem Brincadeira - 844. A Memória do Punho - 845. Gênio e Gênio - 846. Uma Nova Vida! - 847. Resultado Oposto | - 837. 阿修羅・・・・!! (Ashura....!!) - 838. 宮田の親友 (Miyata no Shin'yū) - 839. 選んだ道 (Eranda Michi) - 840. ボクが― (Boku ga--) - 841. 雑なボクサー (Zatsuna Bokusā) - 842. 光明は (Kōmyō wa) - 843. 冗談じゃないっ (Jōdanjanai'i) - 844. 拳の記憶 (Kobushi no Kioku) - 845. 天才と天才 (Tensai to Tensai) - 846. 新生の時! (Shinsei no Toki!) - 847. 予想の逆 (Yosō no Gyaku) |

| - 848. O Vingativo Takamura - 849. Adeus Sakaguchi - 850. Foi Inspirador! - 851. O Medo de Escorregar - 852. O Desafio dos Classe "A" - 853. O Retorno do Ceifador - 854. Um Desafiante Aborrecido - 855. Makunouchiiiii - 856. O Caminho do Progresso - 857. O Campeão da Natureza | - 848. 復讐の鷹村 (Fukushū no Takamura) - 849. さらばサカグチ (Saraba Sakaguchi) - 850. 刺激になった! (Shigeki ni Natta!) - 851. 滑る恐怖 (Suberu Kyōfu) - 852. 挑戦の“A” (Chōsen no "A") - 853. 死神、再び (Shinigami, Futatabi) - 854. 冴えない挑戦者 (Saenai Chōsen-sha) - 855. まくのうち～～っ (Makunouchiiiii) - 856. 積み重ねる道 (Tsumikasaneru Michi) - 857. 大自然の王者 (Dai Shizen no Ōja) |

| - 858. O Gênio e o Famoso Treinador - 859. Entusiasmo e Aforismo - 860. Progresso Cumulativo - 861. Sparring Internacional - 862. Telefonema Chocante - 863. Luta Imprudente - 864. Encarando o Sol - 865. Imagem da Categoria Superior - 866. Até o Osso - 867. Impenetráveis Ventos de Furacão - 868. Verdadeira Forma Descoberta | - 858. 天才と名伯楽 (Tensai to Mei Hakuraku) - 859. ウナギと格言 (Unagi to Kakugen) - 860. 積み重ねたプラス (Tsumikasaneta Purasu) - 861. 異国での対人練習 (Ikoku de no Supāringu) - 862. テレフォン・ショッキング (Terefon Shokkingu) - 863. 無謀な試合 (Mubōna Shiai) - 864. 太陽との出会い (Taiyō to no Deai) - 865. 最上級のイメージ (Saijōkyū no Imēji) - 866. 骨の髄まで (Hone no Zui Made) - 867. 冷静なる疾風怒濤 (Reiseinaru Shippūdotō) - 868. 見たかった姿 (Mitakatta Sugata) |

| - 869. Instintos Nascidos da Liberdade - 870. Barragem de Grande Poder Frontal - 871. Nascido Naturalmente - 872. O Corner Previsto - 873. Selvageria Misteriosa - 874. Impossível Prever - 875. Gênio Inquestionável - 876. Uma em Um Milhão - 877. No Corner é Onde Ele é Mais Efetivo - 878. Um Futuro Campeão Mundial - 879. Avanço Desesperado | - 869. 自由を得た野生 (Jiyū o Eta Yasei) - 870. 猪突猛進 (Chototsu Mōshin) - 871. 持って生まれたモノ (Motteumareta Mono) - 872. 予告コーナー (Yokoku Kōnā) - 873. 驚きの野生 (Odoroki no Yasei) - 874. 予測不能 (Yosoku Funō) - 875. 紛れもない天才 (Magire mo Nai Tensai) - 876. 千載一遇 (Senzai Ichigū) - 877. コーナーこそが活路 (Kōnā Koso ga Katsuro) - 878. 将来の世界王者 (Shōrai no Sekai Ōja) - 879. 愚直な前進 (Guchokuna Zenshin) |

| - 880. Quantas Vezes For Preciso - 881. O Lutador Sorridente - 882. Uma Pequena Conquista - 883. Batalha Desejada - 884. Bem Ali....! - 885. A Cruel Realidade - 886. O Que Fazemos Agora!? - 887. Sem Desculpas - 888. Decisão Desesperada - 889. Obstáculo Invisível - 890. O Garoto Selvagem Pé no Chão | - 880. 何度でも何度でも (Nandodemo Nandodemo) - 881. 笑うボクサー (Warau Bokusā) - 882. 小さな目標 (Chīsana Mokuhyō) - 883. 望んだ挑戦 (Nozonda Chōsen) - 884. そこにいる・・・・! (Soko ni Iru....!) - 885. 悲しき積み重ね (Kanashiki Tsumikasane) - 886. この後どうする!? (Kono Ato Dō suru!?) - 887. 申し訳ない (Mōshiwakenai) - 888. 怒濤の開き直り (Dotō no Hirakinaori) - 889. 見えない足枷 (Mienai Ashikase) - 890. 跳べない野生児 (Tobenai Yasei-ji) |

| - 891. Traços de Acúmulo - 892. Sua Especialidade - 893. Armadilha vs. Infinito - 894. Isso é um Lutador - 895. Simplesmente Incrível - 896. A Luz Brilhante do Mundo - 897. Depois da Luta na Floresta - 898. Objetivo para o Torneio de Classe A - 899. Objetivo: Makunouchi Ippo - 900. Pequeno Desafio - 901. Batalha em Alta Velocidade | - 891. 積み重ねの痕 (Tsumikasane no Ato) - 892. 自分の土俵へ (Jibun no Dohyō e) - 893. 罠vs.∞ (Wana vs. Mugen) - 894. これがボクサー (Kore ga Bokusā) - 895. ただ、凄かった (Tada, Sugokatta) - 896. 世界を照らす光に (Sekai o Terasu Hikari ni) - 897. ジャングルでの死闘を終えて (Janguru de no Shitō o Oete) - 898. A級の目標 (A-kyū no Mokuhyō) - 899. 目標“幕之内一歩” (Mokuhyō "Makunouchi Ippo") - 900. 密かな挑戦 (Hisokana Chōsen) - 901. ハイスピード・バトル (Haisupīdo Batoru) |

| - 902. O Gênio Acelera - 903. Trocando as Marchas - 904. Estratégia Amarga - 905. Veterano Classe A - 906. O Problema do Gênio - 907. O Gênio Alça Voo - 908. Potencial Liberado - 909. Vez do Itagaki - 910. O Êxtase do Progresso - 911. A Distância Entre Eles - 912. Uma Reunião "Imponente" | - 902. 加速する天才 (Kasoku suru Tensai) - 903. ギア・チェンジ (Gia Chenji) - 904. 屈辱の戦術 (Kutsujoku no Senjutsu) - 905. 生粋のA級 (Kissui no A-kyū) - 906. 窮地の天才 (Kyūchi no Tensai) - 907. 天才飛翔 (Tensai Hishō) - 908. 解き放たれた才能 (Tokihanata reta Sainō) - 909. 板垣の番 (Itagaki no Tān) - 910. 積み重ねの快感 (Tsumikasane no Kaikan) - 911. あの背中までの距離 (Ano Senaka Made no Kyori) - 912. “凄腕”との再会 ("Sugoude" to no Saikai) |

| - 913. Conversa de Garotos - 914. Encontro, Encontro, Encontro - 915. Previsão de Chuva de Sangue - 916. O 8º Desafiante - 917. O Homem Menosprezando - 918. Engrossando as Coisas! - 919. Fraco, Pequeno e com Péssimos Golpes - 920. O Mistério do Desafiador - 921. Um Pouco Demais - 922. A Arma de Kojima - 923. Eu Disse Isso? | - 913. ボーイズトーク (Bōizu Tōku) - 914. デート・デート・デート (Dēto Dēto Dēto) - 915. 血の雨予報 (Chi no Ame Yohō) - 916. 8人目の挑戦者 (8 Hitome no Chōsen-sha) - 917. 見下す男 (Mikudasu Otoko) - 918. 太くなれ! (Futoku nare!) - 919. 弱い・小さな・パンチもない (Yowai Chīsana Panchi mo Nai) - 920. 挑戦者の謎 (Chōsen-sha no Nazo) - 921. この人は少し (Kono Hito wa Sukoshi) - 922. 小島の武器 (Kojima no Buki) - 923. そんなコト言った? (Son'na Koto Itta?) |

| - 924. Castanhas, Batatas e Conselhos - 925. Dois Métodos - 926. Físico Desconhecido - 927. Perda de Peso, Ganho de Peso e as Condições Deles - 928. Que Tipo de Expressão - 929. Clima Estranho - 930. O Gongo à Soar - 931. Reportando e Sorrindo - 932. O Campeão Rumo à Pancadaria - 933. Um Começo Anormal | - 924. クリとイモと助言 (Kuri to Imo to Jogen) - 925. 二つの教え (Futatsu no Oshie) - 926. 未知なる体へ (Michinaru Karada e) - 927. 減量：増量：両者計量 (Genryō: Zōryō: Ryōsha Keiryō) - 928. どんな表情で (Don'na Hyōjō de) - 929. 異様な空気 (Iyōna Kūki) - 930. もうすぐゴング (Mōsugu Gongu) - 931. 笑顔で報告を (Egao de Hōkoku o) - 932. 王者、ケンカに行く (Chanpion, Kenka ni Iku) - 933. 異様な立ち上がり (Iyōna Tachiagari) |

| - 934. Uma Postura que Ele Nunca Aprendeu - 935. Golpe Completo Nunca Visto - 936. A Razão para Ele Ser Bocudo - 937. Padrão de Excelência VS. Counter Desesperado - 938. Um Crítico Golpe de Mestre - 939. Sobrevivendo à Múltiplos Golpes - 940. O Card dos Peso-pena Está Cheio - 941. Uma Promessa Esquecida - 942. O Desafiante do Povo - 943. A Luta dos Sonhos no Bar - 944. O Resultado da Luta dos Sonhos | - 934. 教えていない構え (Oshiete Inai Fōmu) - 935. 未見の強振 (Miken no Furu Suingu) - 936. 大口の理由 (Biggu Mausu no Wake) - 937. 最強の連撃VS.覚悟の一撃 (Saikyō no Patān VS. Kakugo no Kauntā) - 938. 致命的先制打 (Chimei-teki Sensei-da) - 939. 単発なら耐えられる (Tanpatsunara Taerareru) - 940. フェザー級は満席 (Fezā-kyū wa Manseki) - 941. すれ違う約束 (Surechigau Yakusoku) - 942. みんなの挑戦者 (Pīpuruzu Charenjā) - 943. ドリームマッチ in BAR (Dorīmu Matchi in Bar) - 944. ドリームマッチの結果 (Dorīmu Matchi no Kekka) |

| - 945. A Chave para Quebrar o Selo - 946. Aqueles Sem Talento - 947. As Previsões Classe A do Ippo - 948. O Que o Trio Está Escondendo - 949. A Razão para Ele Estar Agindo - 950. Trauma Profundamente Enraizado - 951. O Estilo de Terapia da Academia Kamogawa - 952. Antes das Finais de Cada Um - 953. O Método de Torcer da Família do Itagaki - 954. O Invasor do Espaço-tempo | - 945. 封印を解く鍵 (Fūin o Hodoku Kagi) - 946. 才能がない者 (Sainō ga Nai Mono) - 947. 一歩のA級予想 (Ippo no A-kyū Yosō) - 948. 3人の隠し事 (3-nin no Kakushigoto) - 949. パンチをもらうワケ (Panchi o Morau Wake) - 950. 植えつけられたトラウマ (Ue Tsukerareta Torauma) - 951. 鴨川ジム流トラウマ克服法 (Kamogawa Jimu-ryū Torauma Kokufuku-hō) - 952. それぞれの決勝前 (Sorezore no Kesshō Mae) - 953. 板垣家流応援法 (Itagaki Ieryū Ōen-hō) - 954. 時空間への侵入者 (Toki Kūkan e no Shin'nyū-sha) |

| - 955. Porco-espinho VS. Speed Star - 956. Um Chuva de Flickers em Alta Velocidade - 957. Teste de Desempenho - 958. Isso é Classe A - 959. A Razão para o Mau Humor - 960. Tomando a Dianteira no 2º Round - 961. Quebra no Equilíbrio - 962. A Estratégia do Homem Velho - 963. O Método de Concentração do Shinoda - 964. Hora do Shuffle - 965. Novo Modelo, Acelerado. | - 955. 針ねずみVS.スピード・スター (Hari Nezumi VS. Supīdo Sutā) - 956. 乱れ撃ち 高速フリッカー (Midare Uchi Kōsoku Furikkā) - 957. マシンの性能比較 (Mashin no Seinō Hikaku) - 958. これぞA級 (Korezo A-kyū) - 959. ヘコんだ理由 (Hekonda Riyū) - 960. アゲアゲ2R (Ageage 2-raundo) - 961. 均衡瓦解 (Kinkō Gakai) - 962. 旧式のやり方 (Kyūshiki no Yarikata) - 963. 篠田流集中法 (Shinoda-ryū Shūchū-hō) - 964. シャッフル・タイム (Shaffuru Taimu) - 965. 新型、加速。 (Shingata, Kasoku.) |

| - 966. As Combinações de Shiritori - 967. Porque Ele Pode Atacá-lo - 968. O Orgulho do Velho Modelo - 969. Última Volta - 970. Zona Vermelha - 971. Obsolescência Forçada - 972. A Dignidade do Senpai - 973. Grandes Problemas - 974. Não o Deixe Vivo, Não o Mate - 975. Está Chateado? - 976. O Caminho do Boxe | - 966. しりとり連続攻撃 (Shiritori Konbinēshon) - 967. 当てられる理由 (Aterareru Wake) - 968. 旧型の意地 (Kyūgata no Iji) - 969. ファイナル・ラップ (Fainaru Rappu) - 970. レッドゾーン (Reddozōn) - 971. 強制リタイヤ (Kyōsei Ritaiya) - 972. 先輩の貫録 (Senpai no Kanroku) - 973. 問題だらけだぜ (Mondai-darakeda ze) - 974. 生かさず殺さず (Ikasazu Korosazu) - 975. 飽きちゃったか (Aki Chatta ka) - 976. 拳闘道 (Kentō-dō) |

## Volumes 101~Atual
| - 977. Ponto de Divisão - 978. Depende do Meu Parceiro - 979. Meu Objetivo - 980. Rumo ao Cinturão do Restaurante de Sushi - 981. Reconhecimento Mundial - 982. Um Passo ao Mundo - 983. As Regras de Sendou - 984. O Lobo, à Caminho da Glória - 985. O Retorno do Canino Branco - 986. Este é o Mundo - 987. Caça ao Lobo - 988. Liberdade ou Julgamento? | - 977. 分岐点 (Bunkiten) - 978. 相棒次第 (Aibō Shidai) - 979. 俺の目標 (Ore no Mokuhyō) - 980. くるくる寿司屋にて (Kurukuru Sushi-ya Nite) - 981. 世界への誘い (Sekai e no Izanai) - 982. 世界への第一歩 (Sekai e no Daiippo) - 983. 千堂ルール (Sendō Rūru) - 984. 狼、頂へ (Ōkami, Itadaki e) - 985. 白い牙再び (Shiroi Kiba Futatabi) - 986. これが世界 (Kore ga Sekai) - 987. 狩られる狼 (Karareru Ōkami) - 988. 自由か試練か (Jiyū ka Shiren ka) |

| - 989. O Local de Morte do Lobo Solitário - 990. O Poder do Sentido - 991. O Contra-ataque Superficial - 992. Batalha no Classe Mundial - 993. Retirada de Nível Mundial - 994. Prevenção e Reação - 995. Guerra de Informação de Alto Nivel - 996. Vida e Morte na Ponta da Corda - 997. A Curiosidade da Águia - 998. Xeque-mate - 999. A Única Chance de Vitória - 1000. A Alma do Lobo | - 989. 弧狼の死に場所 (Korō no Shi ni Basho) - 990. 念の力 (Nen no Chikara) - 991. 逆襲の燕 (Gyakushū no Tsubame) - 992. 世界水準の攻防 (Sekai Suijun no Kōbō) - 993. 世界レベルの引き出し (Sekai Reberu no Hikidashi) - 994. 予測と対応 (Yosoku to Taiō) - 995. 高度情報戦 (Kōdo Jōhō-sen) - 996. ロープ際の死線 (Rōpu Giwa no Shisen) - 997. イーグル、気になる (Īguru, Ki ni Naru) - 998. チェックメイト (Chekkumeito) - 999. 勝機のありか (Shōki no Ari ka) - 1000. 狼の心根 (Ōkami no Kokorone) |

| - 1001. A Investida do Lobo. - 1002. O Canino Inquebrável - 1003. Quebrando a Guarda - 1004. O Destino do Lobo - 1005. Memórias - 1006. A Última Luta do Lobo - 1007. O Paradeiro do Canino Branco - 1008. A Batalha - 1009. Antes de Tomar o Mundo - 1010. Modo Fácil de Cozinhar Peixe - 1011. O Que Me Enfraquece | - 1001. 狼 特攻。 (Ōkami Tokkō.) - 1002. 牙は折れない (Kiba wa Orenai) - 1003. ガード・ブレイカー (Gādo Bureikā) - 1004. 狼の宿命 (Ōkami no Shukumei) - 1005. 追憶 (Tsuioku) - 1006. 狼、最後の戦い (Ōkami, Saigo no Tatakai) - 1007. 白い牙の行方 (Shiroi Kiba no Yukue) - 1008. たぎる戦友 (Tagiru Sen'yū) - 1009. 世界へ向かう前に (Sekai e Mukau Mae ni) - 1010. お魚簡単クッキング (Osakana Kantan Kukkingu) - 1011. 弱くなったんだ (Yowaku Natta'nda) |

| - 1012. O Round de Cada Um - 1013. Preparado - 1014. O Homem que Conhece Ricardo Martinez - 1015. A Personificação do Machismo - 1016. Machismo VS. Seriedade - 1017. O Homem Além da Imitação - 1018. Signo Ascendente - 1019. Encontro Fechado - 1020. O Nome Dele é - 1021. Sobrecarregado com a Expectativa das Pessoas | - 1012. それぞれの次戦 (Sorezore no Ji-sen) - 1013. ガチンロ (Gachinro) - 1014. リカルド・マルチネスを知る男 (Rikarudo Maruchinesu o Shiru Otoko) - 1015. マチスモの体現者 (Machisumo no Taigen-sha) - 1016. マチスモVS.愚直 (Machisumo VS. Guchoku) - 1017. 模倣を超えた男 (Mohō o Koeta Otoko) - 1018. 上昇気配 (Jōshō Kehai) - 1019. 接近遭遇 (Sekkin Sōgū) - 1020. あの言菜は (Ano Koto Na wa) - 1021. 国民の期待を背負い (Kokumin no Kitai o Seoi) |

| - 1022. Um Novo Apelido - 1023. Novamente o Destino - 1024. Eu Saberei - 1025. Até Mesmo de Cabeça Fria - 1026. Moendo - 1027. Visão Inevitável - 1028. Aquele que Sucede - 1029. O Começo da Nova Era - 1030. Testemunha da História - 1031. O Desafio de Fujin - 1032. O Deus do México | - 1022. 新たなる異名 (Aratanaru Imyō) - 1023. 因縁再度 (In'nen Saido) - 1024. 俺は知ってるぞ (Ore wa Shitteruzo) - 1025. 頭さえ冴えてれば (Atama sae Sae Tereba) - 1026. ゴリッ (Gorī) - 1027. 可視で不可避 (Kashi de Fukahi) - 1028. 継ぐ者 (Tsugu Mono) - 1029. 新時代の到来 (Shin Jidai no Tōrai) - 1030. 歴史の証人 (Rekishi no Shōnin) - 1031. 風神、挑戦 (Fūjin, Chōsen) - 1032. メキシコの神 (Mekishiko no Kami) |

| - 1033. A Esquerda do Mexicano - 1034. Passo a Passo - 1035. Impressões do Primeiro Contato - 1036. Padrão Mundial - 1037. Aquilo que o Faz Forte - 1038. Almejando o Objetivo - 1039. Esquivar, Enganar e Golpear - 1040. O Que Eu Escondo - 1041. Postura para a Ameaça Mundial - 1042. Contramedidas para uma Flecha Camuflada - 1043. Uma Flecha para Perfurar - 1044. Super Hit-combo de Curta Distância | - 1033. メキシカンの左 (Mekishikan no Hidari) - 1034. ずかずかと (Zukazuka to) - 1035. ファーストコンタクトの感想 (Fāsuto Kontakuto no Kansō) - 1036. 世界標準 (Sekai Hyōjun) - 1037. 彼を強くしたモノ (Kare o Tsuyoku Shita Mono) - 1038. 狙う接近 (Nerau Sekkin) - 1039. よけてくぐってすぐ (Yo kete Kugutte Sugu) - 1040. 隠しているのは (Kakushite Iru no wa) - 1041. 世界威嚇態勢 (Sekai Ikaku Taisei) - 1042. 隠し矢への対策 (Kakushi Ya e no Taisaku) - 1043. 穿つ矢 (Ugatsu Ya) - 1044. 超至近距離打撃戦 (Chō Shikin Kyori Dageki-sen) |

| - 1045. Resposta, a Confiança - 1046. Um Passo para a Glória - 1047. Progresso Irritante - 1048. Um Resultado Inevitável - 1049. Eu Não Entendi - 1050. De Fora da Consciência - 1051. O Nome do Inimigo é Caos - 1052. Não Dá Para Alcançar o Mundo!? - 1053. Tentativa & Erro - 1054. Quebrando o Selo - 1055. O Ataque de Fujin - 1056. Luta Amarga do Shinigami | - 1045. 手応え、確信 (Tegotae, Kakushin) - 1046. 頂きへの踏み込み (Itadaki e no Fumikomi) - 1047. 忌々しい前進 (Imaimashī Zenshin) - 1048. 必然の産物 (Hitsuzen no Sanbutsu) - 1049. わからなくなる (Wakaranaku Naru) - 1050. 意識の外から (Ishiki no Soto Kara) - 1051. 敵の名は混乱 (Teki no Na wa Konran) - 1052. 世界には届かない!? (Sekai ni wa Todokanai!?) - 1053. トライ&エラー (Torai & Erā) - 1054. 封印解禁 (Fūin Kaikin) - 1055. 風神突撃 (Fūjin Totsugeki) - 1056. 死神肉薄 (Shinigami Nikuhaku) |

| - 1057. Shinigami, Exalando Raiva - 1058. Qual é a Última Arma? - 1059. O Poder Total de Fujin - 1060. Fujin Sem Poderes - 1061. Agitando o Cérebro - 1062. Grande Sentimento de Realização - 1063. Está Vendo? - 1064. Aquilo que Eu Vejo - 1065. O Clímax do 7º Round - 1066. Procurando a Luz - 1067. A Origem de Inquietação - 1068. O Desejo de Fujin - Especial. É apenas isso. | - 1057. 死神、怒気を振りまいて (Shinigami, Doki wo Furimaite) - 1058. 最後の武器は何だ (Saigo no Buki wa Nanida) - 1059. 風神全力 (Fūjin Zenryoku) - 1060. 風神通用せず (Fūjin Tsūyō Sezu) - 1061. 脳を揺らせ (Nō o Yurase) - 1062. 大いなる達成感 (Ōinaru Tassei-kan) - 1063. 見ててくれましたか (Mitete Kuremashita ka) - 1064. 俺の見てたもの (Ore no Miteta Mono) - 1065. 運命の第7R (Unmei no Dai-7R) - 1066. 光を探せ (Hikari o Sagase) - 1067. 不倒の根源 (Futō no Kongen) - 1068. 風神の願い (Fūjin no Negai) - 特別収録. ちょっと森ました。(Chotto Morimashita.) |

| - 1069. Esquecimento - 1070. 2ª Derrota - 1071. A Convicção de Gonzalez - 1072. A Noite de Gonzalez - 1073. Antes que Você Volte - 1074. Agradecido Pelas Palavras do Senpai - 1075. Palavra de Prontidão - 1076. Avisado - 1077. Recomeço Corrido - 1078. Para as Alturas que Olhos Não Alcançam - 1079. Linha | - 1069. 粉砕 (Funsai) - 1070. 2敗目 (2-pai-me) - 1071. ゴンザレスの確信 (Gonzaresu no Kakushin) - 1072. ゴンザレスの夜 (Gonzaresu no Yoru) - 1073. 必ず戻るその前に (Kanarazu Modoru so no Mae ni) - 1074. 先輩からのありがたい一言 (Senpai kara no Arigatai Hitokoto) - 1075. 覚悟の一言 (Kakugo no Hitokoto) - 1076. 気づき (Kidzuki) - 1077. 一から走り出す (Ichi kara Hashiridasu) - 1078. まだ見ぬ高みへ (Mada Minu Takami e) - 1079. 線 (Sen) |

| - 1080. Não Há Tempo para Pará-lo - 1081. No Mesmo Lugar, o Tigre e o Shinigami - 1082. Quem é o Inimigo do Shinigami? - 1083. A Luta do Shinigami - 1084. A Lança Chamada Morte - 1085. O Próximo Turno é... - 1086. A Tigre Caçando Mexicanos - 1087. O Tigre Pré-histórico - 1088. A Fraqueza do Dente-de-Sabre - 1089. A Verdadeira Arma de Sendou - 1090. Punho Infernal do Tigre | - 1080. 立ち止まってる暇はない (Tachidomatteru Hima Wanai) - 1081. 同室、虎と死神 (Dōshitsu, Tora to Shinigami) - 1082. 死神の敵はどっちだ (Shinigami no Teki wa Dotchida) - 1083. 死神、苦戦 (Shinigami, Kusen) - 1084. 死を呼ぶ槍 (Shi o Yobu Yari) - 1085. 次の出番は (Tsugi no Deban wa) - 1086. 虎のメキシカン狩り (Tora no Mekishikan Kari) - 1087. 古の虎 (Inishie no Tora) - 1088. 剣歯虎の弱点 (Kenshitora no Jakuten) - 1089. 千堂、本当の武器 (Sendō, Hontō no Buki) - 1090. 虎のゲンコツ地獄 (Tora no Genkotsu Jigoku) |

| - 1091. Estilo Tigre - 1092. Quem é a Próxima Presa? - 1093. Cultivando a Coração - 1094. O Falcão e o Touro - 1095. A Grande Batalha das Bestas - 1096. As Técnicas do Touro - 1097. A Arma do Touro - 1098. A Escolha do Falcão - 1099. Os Pensamentos de Bison - 1100. O Verdadeiro Poder do Touro - 1101. Imitando o Predador - 1102. "Autêntico" vs. "Cópia" | - 1091. 虎流 (Tora-ryū) - 1092. 次の獲物は誰だ (Tsugi no Emono wa Dareda) - 1093. 心の練り上げ (Kokoro no Neriage) - 1094. 鷹と猛牛 (Taka to Mōushi) - 1095. 大怪獣バトル (Dai-kaijū Batoru) - 1096. 猛牛の戦術 (Mōushi no Senjutsu) - 1097. 猛牛の武器 (Mōushi no Buki) - 1098. 鷹の選択 (Taka no Sentaku) - 1099. バイソン、その心 (Baison, sono Kokoro) - 1100. 猛牛、本領発揮 (Mōushi, Honryō Hakki) - 1101. 鏡の猛禽 (Kagami no Mōkin) - 1102. 「純正」 vs. 「盗品」 ("Junsei" vs. "Tōhin") |

| - 1103. Um Homem de Convicção - 1104. O Bom Uso da Cópia - 1105. Aqueles que Apoiam o Falcão - 1106. Você Pode Fazer o que Quiser - 1107. Para o Centro - 1108. O Equilíbrio do Campeão - 1109. O Homem de Cem Pontos - 1110. O Homem de Um Milhão de Pontos - 1111. Guerra Total - 1112. Um Golpe Inesperado - 1113. Fraqueza | - 1103. 不退転の男 (Futaiten no Otoko) - 1104. 盗品の名手 (Tōhin no Meishu) - 1105. 鷹を支える者達 (Taka o Sasaeru Mono-tachi) - 1106. なんでもできる (Nandemo Dekiru) - 1107. ド真ん中へ (Do Man'naka e) - 1108. 王達の均衡 (Ō Itaru no Kinkō) - 1109. 百点の男 (Hyaku-ten no Otoko) - 1110. 一万点の男 (Ichi Man-ten no Otoko) - 1111. 総力戦 (Sōryoku-sen) - 1112. 慮外の被弾 (Ryogai no Hidan) - 1113. 弱点 (Jakuten) |

| - 1114. A Injeção de Determinação - 1115. A Noite Voraz - 1116. O Sonho do Falcão - 1117. Reconhecimento - 1118. Chamando o Falcão - 1119. Takamura Mamoru Pode... - 1120. Nascimento do Conquistador! - 1121. Todo Poderoso - 1122. O Falcão Envolto em Glória - 1123. Persistência, e um Mal Pressentimento - 1124. Expressão Determinada - 1125. O Desfile do Rei | - 1114. 意志の注入 (Ishi no Chūnyū) - 1115. 獰猛なる夜 (Dōmōnaru Yoru) - 1116. 鷹の見る夢 (Taka no Miru Yume) - 1117. 認めねぇぞ (Mitomenē zo) - 1118. 鷹を呼ぶ声 (Taka o Yobu Koe) - 1119. 鷹村守と書いて (Takamura Mamoru to Kaite) - 1120. 覇王誕生! (Haō Tanjō!) - 1121. オールマイティー (Ōru Maitī) - 1122. 鷹に栄光降りそそぐ (Taka ni Eikō Furisosogu) - 1123. 余韻、そして予感 (Yoin, Soshite Yokan) - 1124. 決意の表情 (Ketsui no Hyōjō) - 1125. 王様のパレード (Ōsama no Parēdo) |

| - 1126. Treinamento Mental - 1127. Além do Olhar do Deus do Trovão - 1128. O Roteiro da Sua Vida - 1129. Quer Vir Morar Comigo? - 1130. Os Punhos de Ippo - 1131. A Forma do Punho - 1132. O Punho da Traição - 1133. O Punho do Prodígio - 1134. Armas Exóticas - 1135. Chifre Gongo - 1136. Na Beira do Precipício | - 1126. 精神修行 (Seishin Shugyō) - 1127. 雷神の見つめる先は (Raijin no Mitsumeru Saki wa) - 1128. 人生の台本 (Jinsei no Daihon) - 1129. ワイの家来えへんか? (Wai no Kerai e Hen ka?) - 1130. 一歩の拳 (Ippo no Ken) - 1131. 拳の形 (Ken no Katachi) - 1132. 裏切りの拳 (Uragiri no Ken) - 1133. 縦の拳 (Tate no Ken) - 1134. 新型兵器 (Shingata Heiki) - 1135. ベルツノ (Berutsuno) - 1136. 崖っぷち (Gakeppuchi) |

### Capítulos que ainda não foram compilados em volumes
| 1137. | Próximo Campeão           | ネクストチャンピオン (Nekusuto Chanpion)              |
| 1138. | Muitos Sapos Diferentes   | カエルにゃ色々あるけれど (Kaeru nya Iroiro Arukeredo) |
| 1139. | Hora da Caça              | 狩りの時 (Kari no Toki)                               |
| 1140. | Iga vs. Oshima            | 伊賀vs.王島 (Iga vs. Ōshima)                          |
| 1141. | A Habilidade do Príncipe! | 王子の実力! (Ōji no Jitsuryoku!)                      |
| 1142. | Iga, Frustrado            | 伊賀、苛立つ (Iga, Iradatsu)                          |
| 1143. | Imagem Ideal              | 理想像 (Risō-zō)                                      |
| 1144. | Almejando um Novo Começo  |                                                       |